# Ocupația sovietică a Basarabiei și Bucovinei de Nord

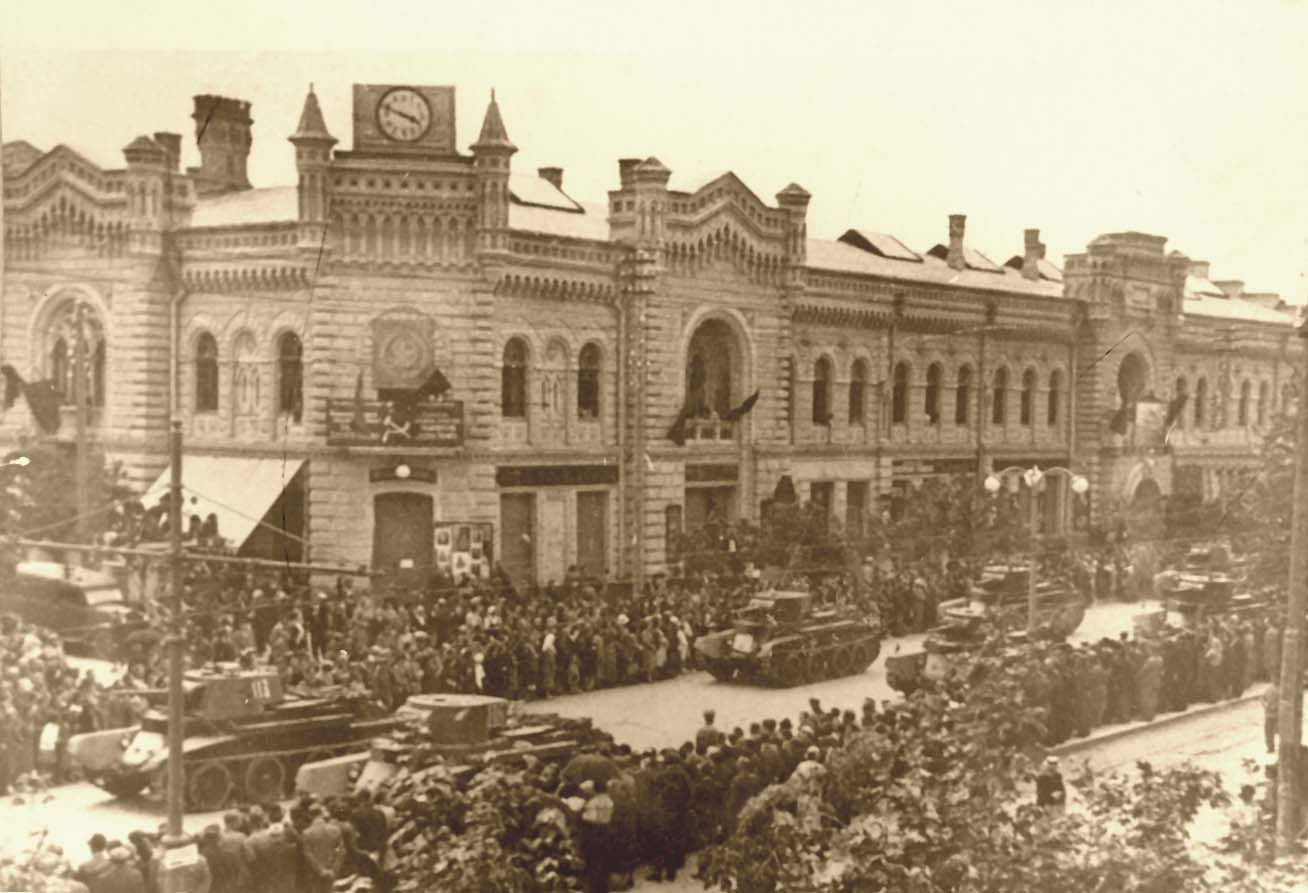
Armata Roșie defilează în Chișinău pe 4 iulie 1940.

Ca urmare a Pactului Ribbentrop-Molotov din 23 august 1939, prin care Germania nazistă și Uniunea Sovietică își împărțiseră între ele sferele de influență teritorială în Europa Răsăriteană - după care, tot în 1939, a început cel de-al Doilea Război Mondial, prin atacarea Poloniei de către Germania, la 1 septembrie 1939 și URSS la 17 septembrie 1939, pe 28 iunie 1940 România a primit un ultimatum din partea Uniunii Sovietice, prin care i se cerea evacuarea administrației civile și a armatei române de pe teritoriul dintre Prut și Nistru, cunoscut ca Basarabia și din partea nordică a regiunii Bucovina și, în cazul în care retragerea nu s-ar fi făcut în termenul impus de patru zile, România era amenințată cu războiul. Din cauza presiunilor conjugate ruso-germane, administrația și armata română au primit ordin din partea conducerii deficiente și pro-fasciste a României să se retragă, pentru a evita războiul, fără încercări de tratative de prelungire a termenului impus, care era imposibil să fie respectat. 
Teritoriile pierdute de România se pot vizualiza aici.
Sovieticii au denumit cea mai mare parte a teritoriului ocupat „RSS Moldovenească”, iar partea sudică a Basarabiei, Bugeacul și nordul Bucovinei au fost alipite la RSS Ucraineană. Odată cu proclamarea RSS Moldovenești, RSSA Moldovenească, republică autonomă „moldovenească” de la răsărit de Nistru, a fost împărțită între cele două republici sovietice vecine, Moldova sovietică și Ucraina. Ocupația sovietică a fost întreruptă, pentru scurtă vreme, în 1941, după ce România, alături de Germania, a declanșat operațiunile militare de eliberare a teritoriilor ocupate de URSS ca parte a Operațiunii Barbarossa, dar teritoriile au fost, în cele din urmă, reocupate de sovietici în 1944.
După moartea lui Stalin din 1953 și, în special, după anul 1956, persecuția etnicilor români din Basarabia și Bucovina de nord a scăzut treptat. Primele alegeri libere din RSS Moldovenească s-au desfășurat în climatul general al perestroicii, în februarie 1990, iar controlul sovietic asupra acestei regiuni a încetat în august 1991, după tentativa de lovitură de stat de la Moscova și disoluția Uniunii Sovietice. În 1991, RSS Moldovenească a devenit noul stat independent Republica Moldova, în vreme ce Bucovina de Nord și Bugeacul au rămas în componența Ucrainei.

## Contextul istoric

### Relațiile româno-sovietice
Informații suplimentare: Relațiile româno-sovietice în perioada interbelică
În 1918, după prăbușirea Imperiului Rus și a imperiului multinațional austro-ungar, atât Basarabia cât și Bucovina s-au unit cu Regatul României, în conformitate cu votul parlamentelor locale. (Vedeți și: Sfatul Țării). Actele unirii au fost recunoscute, pe plan internațional, prin tratatele de pace semnate după încheierea Primului Război Mondial.
Deși Vladimir Ilici Lenin sprijinise la început dreptul la autodeterminare pentru popoarele componente ale fostului Imperiu Rus, inclusiv pentru românii din Basarabia (Est-Moldova), în timpul războiului civil din Rusia, guvernele sovietice ale Rusiei și Ucrainei au emis, la 1 mai 1919, un ultimatum comun României, prin care cereau retragerea din Basarabia (Bucovina, care făcuse, până la încheierea Primului Război Mondial, parte din Austro-Ungaria nu fusese menționată în acest act). A doua zi, Cristian Racovski, președintele guvernului sovietic ucrainean, a emis un al doilea ultimatum, prin care se cerea retragerea României și din Bucovina. Bolșevicii ruși și ucraineni făceau, de altfel, planuri pentru ocuparea întregii Românii și stabilirea unui regim comunist aici. Până în cele din urmă, rebeliunile din armata sovietică ucraineană au împiedicat efectuarea unui atac comunist împotriva României.
Deși tratatul ruso-turc de „prietenie și frăție” din 16 martie 1921 consemnase, în articolul VI, că părțile contractante „consideră toate tratatele precedente, semnate de Imperiile Otoman și cel Țarist, ca fiind anulate, acestea pierzându-și puterea juridică”, implicând, astfel, nulitatea juridică a cedării Basarabiei către Imperiul Rus la Tratatul de la București (1812), Rusia leninistă refuză, în continuare, să recunoască alipirea Republicii democratice a Moldovei la Regatul României.
În 1924, este întemeiată de către autoritățile sovietice, pe malul stâng al Nistrului, așa-numita „RSSA Moldovenească”, ca o amenințare strategică la adresa României Mari.
La 27 august 1928, Regatul României și Uniunea Sovietică au semnat Pactul Kellogg-Briand, renunțând la război ca instrument al politicii naționale. Ca urmare, Uniunea Sovietică a semnat cu vecinii săi (Estonia, Letonia, Polonia și România), la 9 februarie 1929, un protocol de aderare la termenii pactului. Prin semnarea acestor protocoale, părțile semnatare se angajau: 
- să condamne războiul ca mijloc de rezolvare a conflictelor și să renunțe la el ca instrument al politicii;
- ca toate conflictele și disputele să fie aranjate prin metode pașnice[12].

La 21 iulie 1936, Maxim Litvinov și Nicolae Titulescu, miniștrii de externe sovietic, respectiv român, au semnat „Protocolul de asistență mutuală”, care a fost interpretat unilateral de partea română ca un tratat de neagresiune recunoscând existența de facto a graniței din acea vreme dintre România și URSS. Franța era desemnată în calitate de arbitru al relațiilor sovieto-române. Pentru negocierile cu Uniunea Sovietică, Titulescu a fost puternic criticat de politicienii de dreapta din România. De altfel, atât Titulescu cât și Litvinov au fost schimbați din funcție în 1936, respectiv 1939.

### Pactul Molotov-Ribbentrop

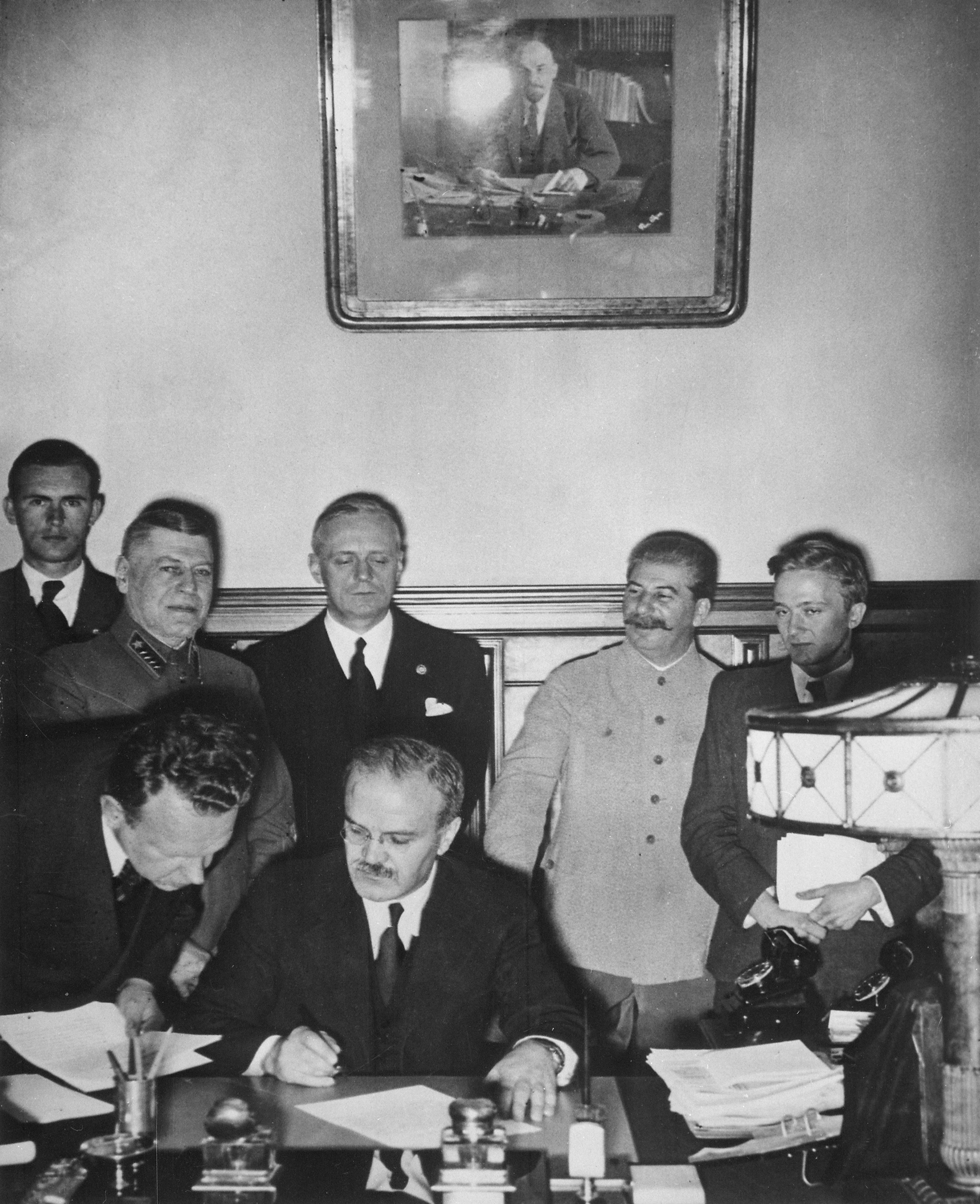
Ministrul sovietic de externe Viaceslav Molotov semnând Pactul Molotov-Ribbentrop. În spatele său, în picioare, la stânga, se află ministrul german de externe Joachim von Ribbentrop și, în dreapta, premierul sovietic Iosif Visarionovici Stalin.

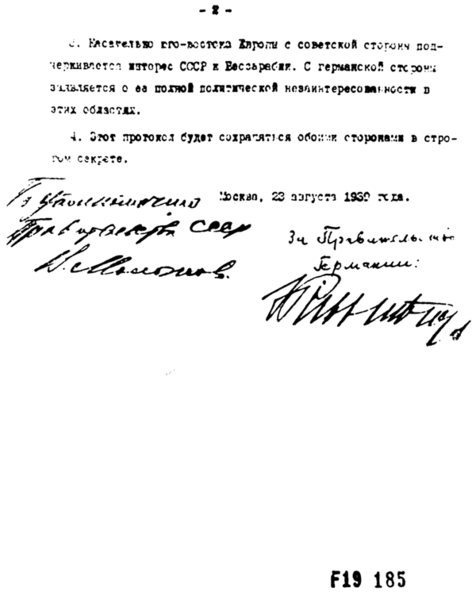
Ultima pagină a Protocolul adițional secret

Pe 23 august 1939, Uniunea Sovietică și Germania Nazistă au semnat Pactul Molotov-Ribbentrop de neagresiune care conținea un protocol adițional imperialist secret, cu hărți privind sfere de influență, pe care erau trasate linii de demarcație în Europa Răsăriteană, frontiera zonelor de interes ale celor două puteri.
Pe această bază, o săptămână mai târziu, la 1 septembrie, Germania a declanșat Al Doilea Război Mondial, prin invadarea Poloniei dinspre vest. La 17 septembrie, Uniunea Sovietică ataca Polonia dinspre est, astfel că din data de 28 septembrie 1939, Polonia a încetat să mai existe ca stat independent.
Basarabia s-a numărat printre regiunile pe care sovieticii și naziștii și le-au împărțit prin pactul din 23 august 1939. Prin articolul III al Protocolului secret se stabilea:
 În privința Europei sud-estice, partea sovietică subliniază interesul pe care-l manifestă pentru Basarabia. Partea germană își declară totalul dezinteres politic față de aceste teritorii.
 La punctul 4 al Protocolului se stipulează: „Acest Protocol va fi considerat de ambele părți ca strict secret.”

### Contextul internațional – 1939-1940
Pe 30 noiembrie 1939, după refuzul Finlandei de a ceda în fața pretențiilor sovietice, URSS a atacat această țară nordică. A izbucnit războiul de iarnă, care a durat până pe 12 martie 1940. Datorită apărării foarte hotărâte și bine organizate pe linia Mannerheim, sovieticii au trebuit să se mulțumească doar cu ocuparea Istmului Karelia, a regiunii Karelia Ladogană, a orașelor Viipuri și Sortavala și cu dreptul de a construi o bază navală în Peninsula Hanko (la sud-vest de Helsinki).
Pentru această agresiune, Uniunea Sovietică a fost exclusă din Liga Națiunilor.
Între 14 – 17 iunie, Uniunea Sovietică a dat ultimatumuri Lituaniei, Estoniei și Letoniei prin care se cerea, practic, ocuparea militară a celor trei țări. (Vedeți și: Ocuparea statelor baltice)
La 22 iunie 1940, cu patru zile mai înainte de prezentarea ultimatumului cu privire la Basarabia, mareșalul Philippe Pétain semna capitularea Franței în fața Germaniei. Cel mai important aliat european al României și arbitru al relațiilor sovieto-române își pierduse o bună parte a teritoriului, inclusiv capitala Paris.
După Polonia, Finlanda, Estonia, Letonia și Lituania, avea să vină rândul României, care pierdea Basarabia și Bucovina de nord, în conformitate cu prevederile pactului sovieto-german. O activitate diplomatică sovieto-germană coordonată a precedat ultimatumul.

## Ultimatumul sovietic – iunie 1940
La 14 ianuarie 1939, Gheorghe Davidescu a fost numit ministru plenipotențiar (ambasador) la Moscova (1939- august 1940). La 13 iunie 1940 îl informează pe Viaceslav Molotov, comisarul sovietic însărcinat cu afaceri străine, că guvernul român era de acord cu numirea lui A. Lavrentiev ca ministru al URSS la București. După 8 zile, la 21 iunie, noul reprezentant plenipotențiar sovietic sosește în Gara de Nord, cu acceleratul de dimineață, venind dinspre Tiraspol. Este salutat cordial de către un înalt consilier din Ministerul Afacerilor Externe, urându-i-se „bun sosit”. Conform oficiosului guvernamental „România”, soției sale i s-a înmânat „o splendidă jerbă de trandafiri albi”. Același ziar adăuga: „Fără a face nici o declarație, dl. ministru al URSS. și suita au pornit la sediul legației din șoseaua Kiseleff”. Tăcerea reprezentantului sovietic a fost primită cu surprindere, în condițiile în care pregătirile diplomatice ale sovieticilor pentru prezentarea ultimatumului au fost făcute în secret. Oficiosul nazist „Berliner Boersenzeitung” menționa: „Prin trimiterea noului ministru la București, Uniunea Sovietică a dovedit voința de a normaliza raporturile dintre cele două țări”. În cadrul aceluiași comentariu, ziarul berlinez atrăgea atenția cititorilor asupra unor convorbiri oficiale care ar fi urmat să aibă loc în aceeași săptămână între ministrul de externe al României, Grigore Gafencu, și ministrul plenipotențiar sovietic de la București. Convorbirile, prezentate de publicația nazistă drept certe, nu au mai avut loc niciodată.
În 22 iunie 1940, cu doar câteva zile mai înainte ca URSS să-și prezinte ultimatumul, Franța capitulase, iar Regatul Unit își retrăsese ultimele trupe din Europa, ceea ce făcea ca toate garanțiile de securitate date României de cele două puteri vestice să-și piardă orice valoare. De altfel, la 2 iunie, Germania informase România că, pentru a beneficia de garanții de securitate din partea Reichului, guvernul de la București trebuia să ia în considerație negocieri prealabile cu Uniunea Sovietică.
La 23 iunie un număr de circa 23 de avioane sovietice depășesc frontiera cu România și pătrund până deasupra Chișinăului, acest act constituind o agresiune aeriană asupra României.
Ministrul de externe german, Joachim von Ribbentrop, a fost informat de partea sovietică, în 24 iunie 1940, de intențiile sale cu privire la Basarabia și Bucovina. Ribbentrop s-a arătat îngrijorat mai mult de soarta celor aproximativ 100.000 de etnici germani din Basarabia. De asemenea, Ribbentrop s-a arătat uimit de pretențiile sovietice în ceea ce privește Bucovina, (acest teritoriu nu fusese menționat, în niciun fel, în protocolul secret al Pactului sovieto-german de neagresiune). În continuare, ministrul german de externe a subliniat că Germania are interese economice puternice în restul teritoriului românesc. În cartea de amintiri a lui  Viaceslav Molotov "Molotov remembers. Inside Kremlin Politics" sunt relatate circumstanțele în care România a pierdut nordul Bucovinei și Ținutul Herța, în anul 1940, odată cu Basarabia. Molotov relatează: „Nu cunoșteam bine geografia la data vizitei lui Ribbentrop. Nu știam geografia granițelor dintre Rusia, Germania și Austro-Ungaria. Am cerut să trasăm granițele în așa fel încât orașul Cernăuți să ne aparțină nouă. Germanii mi-au spus:  „Dar voi n-ați avut niciodată Cernăuțiul. El a aparținut întotdeauna Austriei. Cum puteți să-l cereți?”, „Ucrainenii îl cer!  Sunt ucraineni care trăiesc acolo, ei ne-au ordonat să facem asta.” Dar Cernăuți n-a fost niciodată oraș rusesc, a fost întotdeauna parte a Austriei și apoi a României!” a răspuns ambasadorul german la Moscova, Friederich von der Schulenburg. „Da, dar ucrainenii trebuie să se unească!" ...Schulenburg...a oftat și apoi a zis: „Voi raporta guvernului meu”. A raportat și Hitler a aceptat."
Textul ultimatumului din 26 iunie afirma, în mod incorect, că Basarabia era populată, în principal, cu ucraineni: „În anul 1918, România, folosindu-se de slăbiciunea militară a Rusiei, a detașat de la Uniunea Sovietică o parte din teritoriul ei, Basarabia, călcând prin aceasta unitatea seculară a Basarabiei, populată în principal cu ucraineni, cu Republica Sovietică Ucraineană.”. Guvernul sovietic cerea partea de nord a Bucovinei care „ar reprezenta, este drept că numai într-o măsură neînsemnată, un mijloc de despăgubire a acelei mari pierderi care a fost pricinuită U.R.S.S. și populației Basarabiei prin dominația de 22 de ani a României în Basarabia.” Bucovina de nord avea unele legături istorice cu Galiția, care fusese anexată de URSS în 1939 ca urmare a invaziei germano-sovietice din 1939, doar prin faptul că ambele regiuni fuseseră parte a Imperiului Austro-Ungar din a doua parte a secolului al XVIII-lea până în 1918.
La 26 iunie 1940, la ora 22:00, Comisarul poporului pentru afaceri externe al URSS, Viaceslav Molotov, i-a prezentat ministrului plenipotențiar al României la Moscova, Gheorghe Davidescu, un ultimatum prin care i se cerea României „retrocedarea” Basarabiei până pe 28 iunie și „transferul” părții de nord a Bucovinei către Uniunea Sovietică. Reprezentantul României a fost invitat la sediul Comisariatului Afacerilor Străine, unde, fără nici o explicație, i-a fost înmânată nota ultimativă adresată României. Gheorghe Davidescu a telegrafiat în 27 iunie de la Moscova către guvernul român: „Domnul Molotov m-a invitat astă-seară,la orele 22, la Kremlin, apoi a dat citire notei cu caracter ultimativ, transmisă prin telegrama  anterioară... Guvernul sovietic cere această parte a Bucovinei ca despăgubire pentru dominația română în Basarabia timp de 22 ani.”
Ultimatumul mai adăuga: „Acum, când slăbiciunea militară a URSS a trecut în domeniul trecutului, iar situația internațională care s-a creat cere rezolvarea rapidă a chestiunilor moștenite din trecut pentru a pune în fine bazele unei păci solide între țări, URSS consideră necesar și oportun ca în interesele restabilirii adevărului să pășească împreună cu România la rezolvarea imediată a chestiunii înapoierii Basarabiei Uniunii Sovietice.”.

### Răspunsul românesc la ultimatum

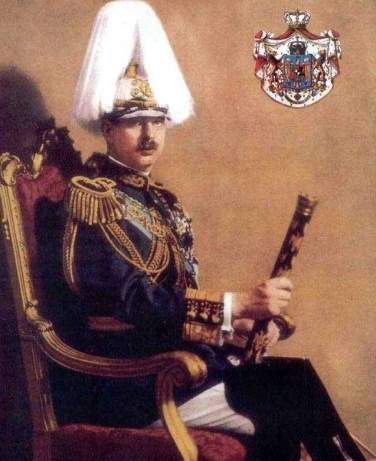
Regele Carol al II-lea al României.

Guvernul românesc a răspuns, sugerând că este de acord cu „negocieri imediate asupra unei largi categorii de probleme”.

În cursul după-amiezii zilei de 27 iunie, Casa Regală de la București a făcut public, mai întâi prin radio, următorul anunț: 
1. Astăzi, la ora 12,30, sub Înalta Președinție a M. S. Regelui (Carol al II-lea - n. n.) a avut (loc) ședința Consiliului de Coroană la Palatul Regal din București.
2. Consiliul a luat în deliberare nota remisă aseară, 26 iunie, la orele 22, de guvernul URSS ministrului nostru la Moscova, prin care guvernul sovietic cere cedarea Basarabiei și a Bucovinei de nord, cerând răspunsul guvernului român în cursul zilei de 27 iunie a. c.
3. Consiliul, în dorința de a păstra raporturi pașnice cu URSS, a aprobat hotărârea guvernului român de a cere ca guvernul sovietic să fixeze locul și data unde ar putea să aibă loc întâlnirea delegațiilor ambelor guverne pentru a lua în discuție Nota Sovietică.
Se așteaptă răspunsul guvernului URSS la propunerea guvernului român. 
Al doilea ultimatum sovietic din 27 iunie a cerut evacuarea administrației și armatei române din Basarabia și nordul Bucovinei în patru zile.
În aceeași zi este dat un înalt decret regal prin care era mobilizată întreaga armată de uscat, aer și marină. Decretul a fost contrasemnat de Gheorghe Tătărescu, președintele Consiliului de Miniștri, și de generalul de corp de armată Ion Ilcușu. Conform ziarului „Universul”, ca urmare a decretului de mobilizare  „Bărbați tineri sau mai vârstnici, de toate categoriile iau cu asalt trenurile, fiecare voind să ajungă cât mai repede la unitățile lor”.
A doua zi, guvernul român condus de Gheorghe Tătărescu, după ce primise și sfaturi din partea Germaniei și Italiei, a acceptat să se supună condițiilor sovietice.
Decizia de acceptare a ultimatului sovietic și de executare a unei „retrageri” (s-a evitat folosirea cuvântului „cedare”) din Basarabia și nordul Bucovinei a fost luată în Consiliul de Coroană din noaptea de 27 – 28 iunie 1940. După cum este consemnat în jurnalul regelui Carol al II-lea, rezultatul votului a fost următorul: 
- 6 voturi pentru respingerea ultimatumului: Ștefan Ciobanu, Silviu Dragomir, Victor Iamandi, Nicolae Iorga, Traian Pop, Ernest Urdăreanu
- 20 de voturi pentru acceptarea ultimatumului: Petre Andrei, Constantin Anghelescu, Constantin Argetoianu, Ernest Ballif, Aurelian Bentoiu, Mircea Cancicov, Ioan Christu, Mitiță Constantinescu, Mihail Ghelmegeanu, Ion Gigurtu, Constantin C. Giurescu, Nicolae Hortolomei, Ioan Ilcuș (Ministru de război), Ion Macovei, Gheorghe Mironescu, Radu Portocală, Mihai Ralea, Victor Slăvescu, Gheorghe Tătărescu (prim ministru), Florea Țenescu (șeful marelui Stat Major al Armatei)
- o abținere: Victor Antonescu.

Nu este clar dacă regele a participat sau nu la discuții, sau dacă a votat sau nu.
În ședința Consiliului de Miniștri din 28 iunie, la ora 16.00, noul ministru al afacerilor externe, Constantin Argetoianu, le-a relatat colegilor săi „evenimentele care au făcut obiectul deliberărilor Consiliului de Coroană din 27 iunie”, comunicându-le hotărârea guvernului român de a accepta prevederile ultimatumului. Constantin Argetoianu adăuga că „Această acceptare obligă guvernul român să evacueze teritoriul Basarabiei și cel din nordul Bucovinei în termen de 4 zile, cu începere de la 28 iunie, ora 12”. La ora când avea loc această comunicare, trupele sovietice trecuseră deja frontiera României, orașele Cernăuți, Chișinău și Cetatea Albă fiind ocupate în după-amiaza aceleiași zile. Armata sovietică provoacă grave incidente la Herța - care nu figura să fie cedată sovieticilor; a ucis un căpitan, mai mulți civili și a trecut cu 11 km de linia de demarcație pretinsă de sovietici. În aceeași ședință, Gheorghe Tătărescu precizează că guvernul urma să expună în fața parlamentului „istoricul tuturor faptelor care formau această mare dramă a românismului”.
Dintr-o populație de 3.776.000 de locuitori, (în conformitate cu rezultatele recensământul din 1930), în teritoriile ocupate de URSS, 2.078.000 (55%) erau etnici români. Peste 200.000 de locuitori de toate etniile s-au refugiat în România în cele câteva zile care au urmat după 28 iunie. Guvernul român a căutat să evite, chiar dacă doar temporar, un război cu Uniunea Sovietică. Ca urmare, toate instalațiile militare au fost cedate fără a fi distruse și fără a se trage un singur foc de armă, armata română având ordine stricte să nu răspundă niciunei provocări.
După ce Kremlinul a înaintat României ultimatumul de cedare a Basarabiei și nordului Bucovinei, Ion Antonescu l-a vizitat pe regele Carol al II-lea, la 1 iulie, și i-a prezentat Suveranului un Memoriu în care sublinia:
Maiestate, Țara se prăbușește. În Basarabia și Bucovina se petrec scene sfâșietoare. Mari și mici unități, abandonate de șefi și surprinse fără ordine, se lasă dezarmate la prima amenințare. Funcționarii, familiile lor și ale ofițerilor, au fost lăsate pradă celei mai groaznice urgii. Materiale imense și depozite militare acumulate acolo din incurie și menținute până în ultimul moment din ordin, au rămas în mâna inamicului.
La 3 iulie cele două camere ale parlamentului, Adunarea Deputaților și Senatul, s-au întrunit în ședințe extraordinare separate. Activitatea parlamentarilor s-a rezumat la ascultarea conferințelor susținute de președinții lor, Constantin Rădulescu-Motru și Anibal Teodorescu și la păstrarea unui minut de reculegere. Anterior ședințelor, în comisiile de politică externă ale corpurilor legiuitoare, Constantin Argetoianu făcuse o declarație mai explicită. Printre altele, în această declarație Constantin Argetoianu a menționat că „Situația noastră era lămurită: cedare sau război. În care condiții se putea prezenta pentru noi războiul? În ce privește puterea noastră, eram chemați să luptăm spre răsărit cu forțe covârșitoare față de ale noastre, fără să avem în spate siguranță de liniște absolută pe celelalte granițe. În lupta pe care am fi întreprins-o nu puteam conta pe nici un ajutor”. Șeful guvernului, Gheorghe Tătărăscu, a făcut unele precizări: „Menținerea României în afară de orbita acestui război a fost țelul permanent al politicii guvernelor din ultimul timp. Toate actele noastre n-au urmărit decât neutralizarea tuturor forțelor care ar fi putut târâ România în conflict... Dar efectele prăbușirii echilibrului european s-au întins până la hotarele noastre, împotriva tuturor inițiativelor ce luasem pentru îndepărtarea lor”.
Cedarea Basarabiei și a Bucovinei de nord a avut un impact semnificativ asupra vieții politice din România. Garda de Fier a considerat că venise momentul să treacă la acțiune. Împrejurările interne, dictatura regală, dar mai ales cele externe, le erau favorabile. La 27 iunie intrau în guvern, din inițiativa regelui, Horia Sima și un alt legionar, ca miniștri subsecretari de stat. La 4 iulie deveneau miniștri deplini, într-o guvernare cu orientare fascistă, pro-germană, condusă de Ion Gigurtu, care a declarat că „înțelege să facă o politică de integrare sinceră în sistemul creat de axa Berlin-Roma”. Însă Horia Sima și camaradul său vor demisiona din guvern pe data de 8 iulie, după doar 4 zile de ministeriat, ca urmare a presiunilor venite din partea majorității legionarilor, care vedeau prezența lui Horia Sima și a camaradului său în guvernul Gigurtu drept un act de trădare. Guvernul lui Ion Gigurtu a demisionat pe 4 septembrie 1940, în urma marilor proteste organizate de legionari împotriva rezultatelor arbitrajului de la Viena, prin care România a cedat 2/5 din Transilvania în favoarea Ungariei.

## Impactul asupra opiniei publice românești
Ultimatumul sovietic a șocat opinia publică românească. La 29 iunie 1940 ziarul „România” publica: 
„Cutremuratele vremi abătute asupra Europei nu ne-au ocolit. Nu ne cruță.
Nota remisă de guvernul URSS ne-a pus în fața unei aspre realități, pe care neamul nostru n-o trăiește întâia oară. Hotărâta voință de a ne păstra în afară de sângeratele tragedii ale lumii cere o neînduplecată vamă.
Cunoaștem din experiența trecutului că, în asemenea ceasuri, rămânem singuri în fața destinului. Și tot din această experiență mai cunoaștem că, adeseori, biruindu-te pe tine, biruiești vremurile (...). Nu întrebări, nu alarme, nu amăgiri, nu deșertăciunea cuvintelor va să ne șteargă amarul încremenit pe buze. Ci tăria tăcută din voi va să răscumpere acest amar de azi, încrederea zilei de mâine.
E povara de dincolo de morminte a voievozilor noștri din veac adormit, care au știut să înfrângă brutalitatea timpurilor cu armele timpului, făcându-și o armă din timp”.
În data de 30 iunie 1940, ziarul „Curentul” publica: „Ne-am găsit izolați. Politica de neutralitate - sprijinită doar pe alianțele balcanice nu ne-a putut acoperi cu un scut de protecție... Legitimarea drepturilor noastre istorice - totul apare zadarnic în fața covârșitorului argument al forței...”
În numărul din 1 iulie, cotidianul „Universul” comenta: „Primejdia nu s-a terminat și în fața ei suntem singuri. Unica chezășie stă în întrebuințarea cât mai chibzuită și mai bărbătească a puterilor care ne rămân. Un popor trăiește dacă știe să dea dovada voinței și puterii lui de viață și dacă are curajul să se ridice dârz în fața riscurilor de azi în loc de a recurge la soluția comodă de a amâna primejdia pe mâine... Nici o lume nouă nu va putea ieși din tragedia Europei dacă nu va fi întemeiată pe dreptate”. La 6 iulie, același ziar adăuga: „Pentru apărarea țării, de-a lungul Nistrului s-au ridicat cetăți care dăinuiesc și astăzi la Hotin, la Soroca, la Cetatea Albă, la Chilia, la Izmail, cetăți care erau puse sub comanda celor mai viteji ostași, încercați în războaie și nebiruiți în lupte, vestiți pârcălabi de la margini de țară. Acești pârcălabi aveau grijă de a păzi mai ales vadurile Istrului (...). Când se vestea vreo năvălire, pârcălabii (le) ațineau calea... Toate aceste așezări moldovenești la Nistru dovedesc vechimea neamului nostru în aceste părți”.
La 4 iulie, în ziarul „Timpul” apărea următorul fragment: „Oțeliți de durere, cu lacrimile secate, trăim această dramă a istoriei cu dârzenia de piatră a unui neam care a înfrânt, în milenii de viață națională, urgii și mai grele... Le-a înfruntat cu credința în dreptate și adevăr și această credință s-a împlinit întotdeauna”.

## Reacții internaționale la ultimatum
România a cerut sprijinul englezilor, iar guvernul britanic a răspuns că va considera orice pierdere teritorială a românilor ca fiind temporară. Dintre toți aliații regionali cu care România avea tratate de cooperare militară, doar Turcia a răspuns că este gata să-și ofere sprijinul în cazul unei agresiuni militare sovietice.
În revista Time din 1 iulie 1940, se relata: „În această săptămână, avioane rusești au început să facă zboruri de recunoaștere deasupra Basarabiei. Mai apoi au fost semnalate ciocniri de frontieră de-a lungul râului Nistru. Deși armata română a simulat rezistența pentru a se lua act, nu are nicio șansă să oprească rușii fără ajutor, iar Germania a admis deja pretențiile Rusiei pentru Basarabia în negocierile secrete din anul trecut. România a acceptat cedările teritoriale în noua Europă pe care Hitler o plănuiește. Ea va ceda de asemenea Transilvania în fața Ungariei și probabil o parte a Dobrogei în favoarea Bulgariei [...]. Rusia a fost preocupată de consolidarea propriei poziții în estul Europei lui Hitler. În urma ocupării [de către URSS] Estoniei, Letoniei și Lituaniei, aceste trei țări au stabilit guverne de stânga, care par că deschid drumul către sovietizarea completă. [...] Germania privește cu calm ocupația. Calmul Germaniei a fost fără nicio îndoială real, de vreme ce înțelegerile de anul trecut i-au dat Rusiei mână liberă în statele baltice și în Basarabia.” 
Presa internațională a prezentat evenimentele din iunie 1940. Atitudinea predominantă era de satisfacție deplină în țările Axei și de nedumerire și stupoare în presa din Marea Britanie și din țările neutre. Agenția italiană de știri Stefani exprima punctul de vedere al lui Mussolini și Ciano, conform căruia rezolvarea pașnică a conflictului dintre URSS și România era privită „atât la Roma, cât și la Berlin, cu satisfacție”. Se dădeau asigurări solemne că „Ungaria și Bulgaria n-aveau de gând să se pregătească și ele pentru revendicări”. Un cotidian german dădea asigurări că „nu se va mai produce în viitor nici o acțiune care ar putea tulbura liniștea în sud-estul european”. Marile cotidiene din statele neutre aveau o altă perspectivă. „L'Osservatore Romano”, oficiosul Vaticanului, deplângea tragicele evenimente prin care trecuse România și menționa că, în 1918, Basarabia se unise cu patria-mamă „nu în virtutea tratatelor, ci în virtutea unui plebiscit popular. Tratatele au venit mai târziu, în 1920, pentru a recunoaște și a valida această stare de fapt”. Ziarul elvețian „Journal de Geneve” nota, într-un amplu comentariu, că România „redusă la propriile ei forțe, nu putea decât să se închine în fața strivitoarei superiorități a armatei sovietice”. De asemenea, cauza românească a găsit susținere în presa turcă și în cea britanică, cea din urmă fiind preocupată de posibilitatea invadării insulelor britanice de către armata germană.

## Retragerea administrației civile și a armatei

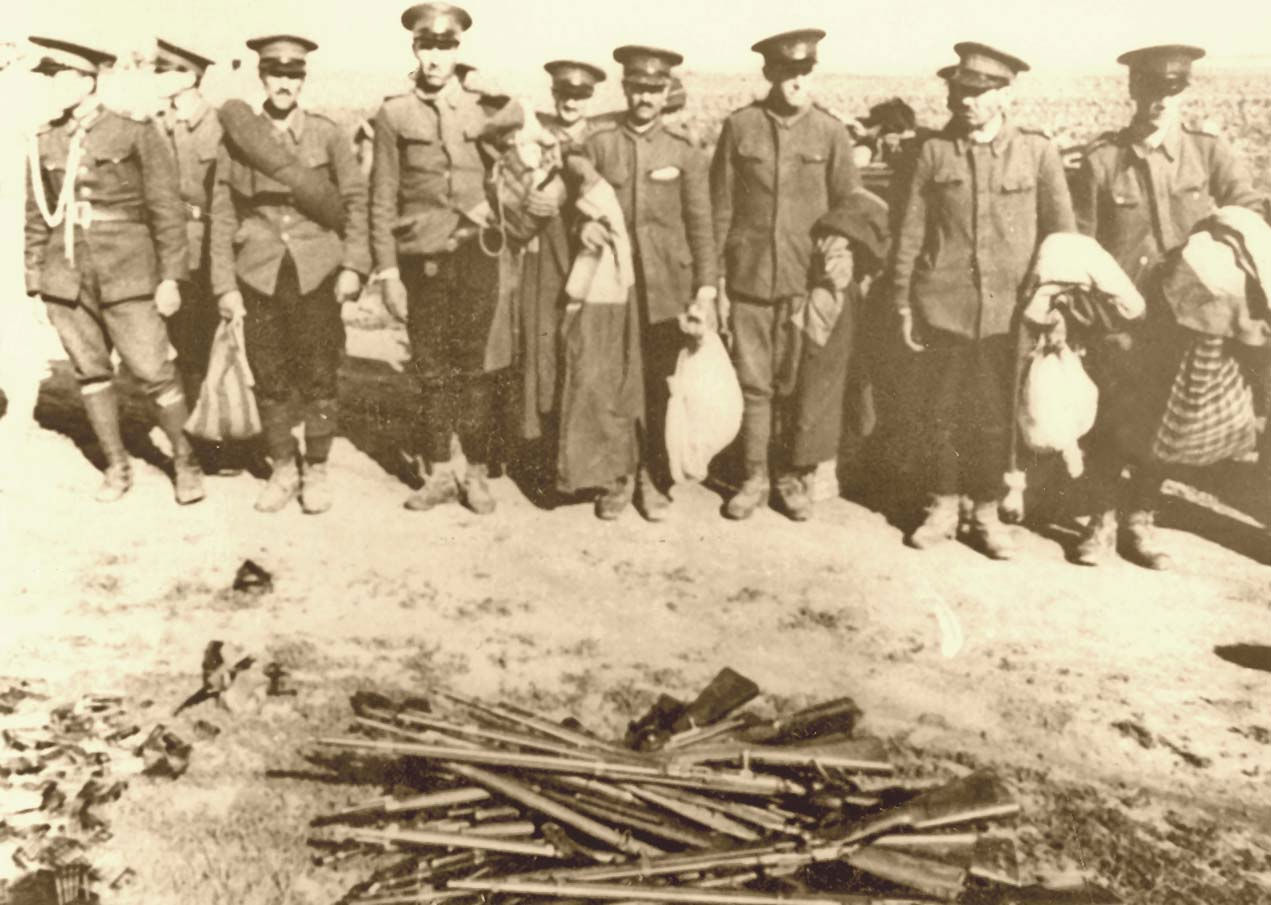
Ocupația sovietică a Basarabiei - soldați români se predau Armatei Roșii.

În 28 iunie, la ora 9:00, prin comunicatul nr. 25 al Marelui Stat Major al Armatei Române, populația a fost anunțată în mod oficial despre existența ultimatumului, despre acceptarea acestuia de către București și despre intenția guvernului de evacuare a armatei și a administrației pe malul drept al Prutului. În conformitate cu prevederile ultimatumului, trei orașe cheie – Chișinău, Cernăuți și Cetatea Albă – trebuiau să fie predate sovieticilor până la ora 14:00. Până pe 2 iulie, noua graniță de-a lungul râului Prut a fost închisă definitiv.
Între 28 iunie și 1 iulie administrația sovietică instituită în regiune a ordonat deposedarea de bunuri a Capelelor de pe lângă Palatul Mitropolitan, Facultății de Teologie, Seminarului Teologic, Liceului Eparhial de Fete, Liceului „B. Petricescu-Hașdeu", Liceului „A. Russo", Școlii Normale de Băieți, Liceului „Regina Maria", Facultății de Agronomie, Liceului Militar „Regele Ferdinand", Azilului de Bătrâni „Sfântul Alexandru", Închisorii Centrale, Școlii Naționale de Viticultură, Azilului „Cavalji", Spitalului „Costiujeni", Casei copilului, Ospătăriei Săracilor din Piața Nouă, 20, celor trei biserici militare, și Bisericii grecești din Chișinău.
Autoritățile române au investigat și au publicat date diferite despre circumstanțele retragerii de cel puțin trei ori: imediat - în timpul retragerii, după reocuparea provinciilor în 1941 și, la ordinul lui Antonescu, în 1944, ca parte a eforturilor de pregătire a documentației pentru Conferința de pace. 
Doar o mică parte a populației Basarabiei și Bucovinei a întâmpinat anexarea sovietică cu sentiment pozitiv. Doar circa 200 000 de cetățeni au izbutit să se refugieze în grabă în România. În cadrul debandadei care s-a produs la evacuarea românilor, în locuri și în unele din gările unde se adunau refugiații în lupta disperată pentru un loc într-un tren sau o căruță, au avut loc incidente antiromânești și prosovietice, în care grupuri de tineri fanatizați au atacat, despuiat, bătut sau omorât preoți, intelectuali, soldați români separați de unitate, persoane civile. Felul în care aceste grupuri au acționat a lăsat să se întrevadă clar eșecul administrației românești de a ține sub control activitățile comuniste și prosovietice în perioada imediat precedentă ocupației. Unele documente militare și civile, produse în acea perioadă, se desvinovățesc învinuind pe evreii din Basarabia și nordul Bucovinei de această retragere deplorabilă. O foarte mică parte din totalul populației evreiești din Basarabia și Bucovina de nord, care totaliza circa 270 000 de oameni și care s-a nimerit între ciocanul fascist-antisemit român, interesat să se elibereze de o populație nedorită și nicovala comunistă, a izbutit să se repatrieze. Ajunși în România, cetățenii români de minoritate evreiască s-au nimerit într-o atmosferă deosebit de ostilă, alimentată de elemente fascizate, liderii politici, intelectualitate și presă. Au fost numeroase cazuri de militari români care, după trecerea Prutului s-au dedat la acțiuni violente împotriva unor evrei nevinovați. În 1941, regimul lui Ion Antonescu a folosit aceste atacuri ca pretext pentru politica sa de evacuare a evreilor din Basarabia și Bucovina de nord în ghettouri și lagăre de concentrare în Transnistria, unde foarte mulți, dacă nu chiar majoritatea, au pierit de malnutriție, molime, masacre și alte activități criminale ale Jandarmeriei - sub comanda crimnalilor de război, ex-generalii Piky Vasiliu și Topor, Pretorul Armatei, a infanteriei, sub comanda ex-generalului criminal de război Macici și cu sprijinul civil al Guvernatorului criminal al Transnistriei, Gheorghe Alexianu. (Doar cca jumătate din evreii din Cernăuți au scăpat de această soartă.)
Odată cu ocupația sovietică, cea mai mare parte a materialelor de rezervă ale postului Radio Basarabia, personalul și arhiva au fost retrase la Huși, dar nu și emițătorul de 20 kw. Pe cei rămași acolo sovieticii nu i-au cruțat, cadavrele lor fiind găsite într-un puț părăsit din curtea postului, iar clădirea, cu tot ce se afla în ea, a fost aruncată în aer de Armata Roșie. După revenirea armatelor și a administrației române în Basarabia, în 1941, Societatea Română de Radiodifuziune i-a trimis la Chișinău pe ing. Emil Petrașcu și pe Alexandru Hodoș (ziarist) pentru a evalua pagubele produse de armatele rusești în retragere. Clădirea postului, emițătorul și pilonii antenei au fost distruse prin dinamitare iar toate aparatele de radio-recepție fuseseră confiscate.

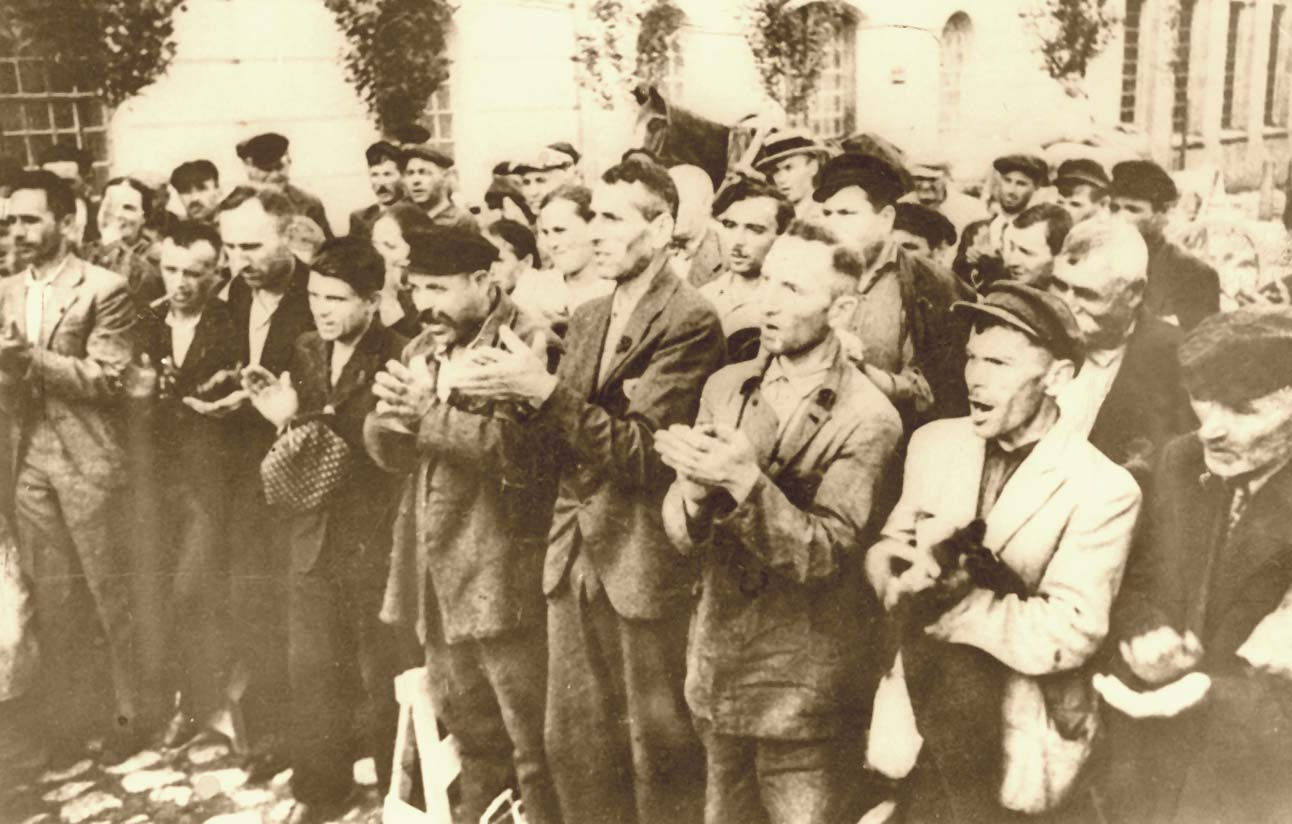
Ocupația sovietică a Basarabiei - cetățeni prosovietici salută intrarea Armatei Roșii în Basarabia.

În cartea sa Fascismul în Ungaria și România, istoricul american Nicolas M. Nagy-Talavera afirma: "În haosul generat de retragerea română grăbită și neorganizată, s-au întâmplat multe lucruri care nu ar fi trebuit să se întâmple. Populația evreiască și ucraineană, în entuziasmul generat de plecarea autorităților române, care transformaseră această provincie în cea mai prost administrată parte a țării, i-au tratat pe românii care se retrăgeau într-un fel care avea să-i coste scump un an mai târziu. În afară de aceasta, ei aveau să facă cunoștință curând cu NKVD-ul și alte binecuvântări ale puterii sovietice". Unii etnici români din Basarabia au rămas foarte surprinși de faptul că în primele zile ale ocupației mulți reprezentanți ale minorităților naționale au ieșit să privească cu curiozitate și uneori chiar cu optimism sosirea trupelor sovietice, fără niciun resentiment, iar unii indivizi au primit cu entuziasm îndemnurile propagandistice ale autorităților de ocupație, participând în administrația sovietică. Conform mărturiilor vremii, nu a trecut mai mult de 1-2 luni până ca populația civilă rămasă, indiferent de etnie, să se convingă de fățărnicia și destructivitatea regimului sovietic de ocupație. În 1940-41, au avut loc multe deportări, condamnări și execuții politice, precum și o falimentare și/sau naționalizare a sectoarelor ne-agricole ale economiei, evenimente care au afectat minoritățile naționale basarabene și nord-bucovinene în aceeași măsură, ca și pe etnicii români, iar în cazul persoanelor mai întreprinzătoare chiar mult mai tare. Minoritățile naționale, în special cea evreiască, au avut de pătimit foarte mult ca urmare a ocupației sovietice: pe de o parte persecutați de NKVD pentru spirit de întreprinzători și pentru implicație în viața publică înainte de 1940, proprietățile lor fiind până la urmă confiscate de sovietici, ei au fost pe de altă parte tratați cu resentimente de către unii români pentru atitudinea lor (sau doar a unor co-etnici ai lor) optimistă pe 28 iunie 1940, în fine deportați în grabă și adesea exterminați în Transnistria de către regimul lui Antonescu. Deși peste jumătate din evreii basarabeni (nu și din cei bucovineni) au reușit să se evacueze în iunie-iulie 1941 în Asia centrală, pentru ca să se reîntoarcă abia după război, condițiile de călătorie și viață în exilul sovietic s-au deosebit de cele ale deportaților în Siberia doar prin lipsa convoiului militar și a muncii silnice.

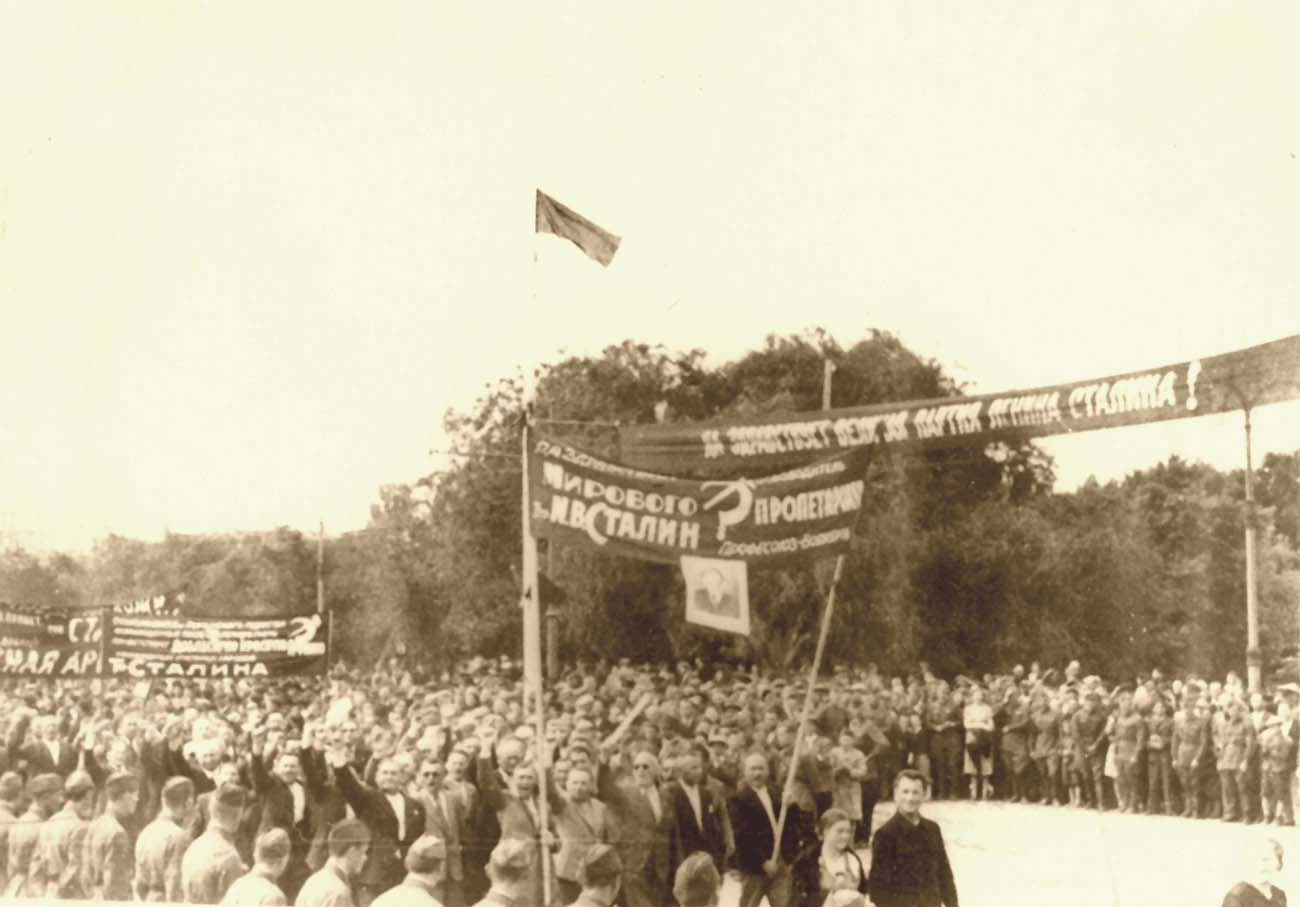
Ocupația sovietică a Basarabiei - cetățeni prosovietici salută intrarea Armatei Roșii în Basarabia

Pe 3 iulie la ora 12.00 "autoritățile sovietice" de ocupație au închis punctele de trecere la frontieră, astfel în România au reușit să treacă doar o parte din cei care au dorit să se refugieze. În aceeași zi la ora 13.00 toată populația României a păstrat un minut de reculegere. Circulația a fost complet suspendată în întreaga țară la aceeași oră pentru un minut.

## Urmări ale concesiunilor teritoriale
Cedările teritoriale din anul 1940 au produs o amărăciune profundă și resentimente în rândul populației românești și a grăbit scăderea popularității regimului regelui Carol al II-lea. El a abdicat și a părăsit țara, lăsând drum liber formării unui guvern al generalului Ion Antonescu și al Gărzii de Fier. Dorința de eliberare a teritoriilor pierdute în 1940 a fost factorul decisiv care a dus la intrarea României în luptele celui de-al doilea război mondial de partea Axei împotriva Uniunii Sovietice.

### Basarabia și Bucovina sovietice, 1940-1941

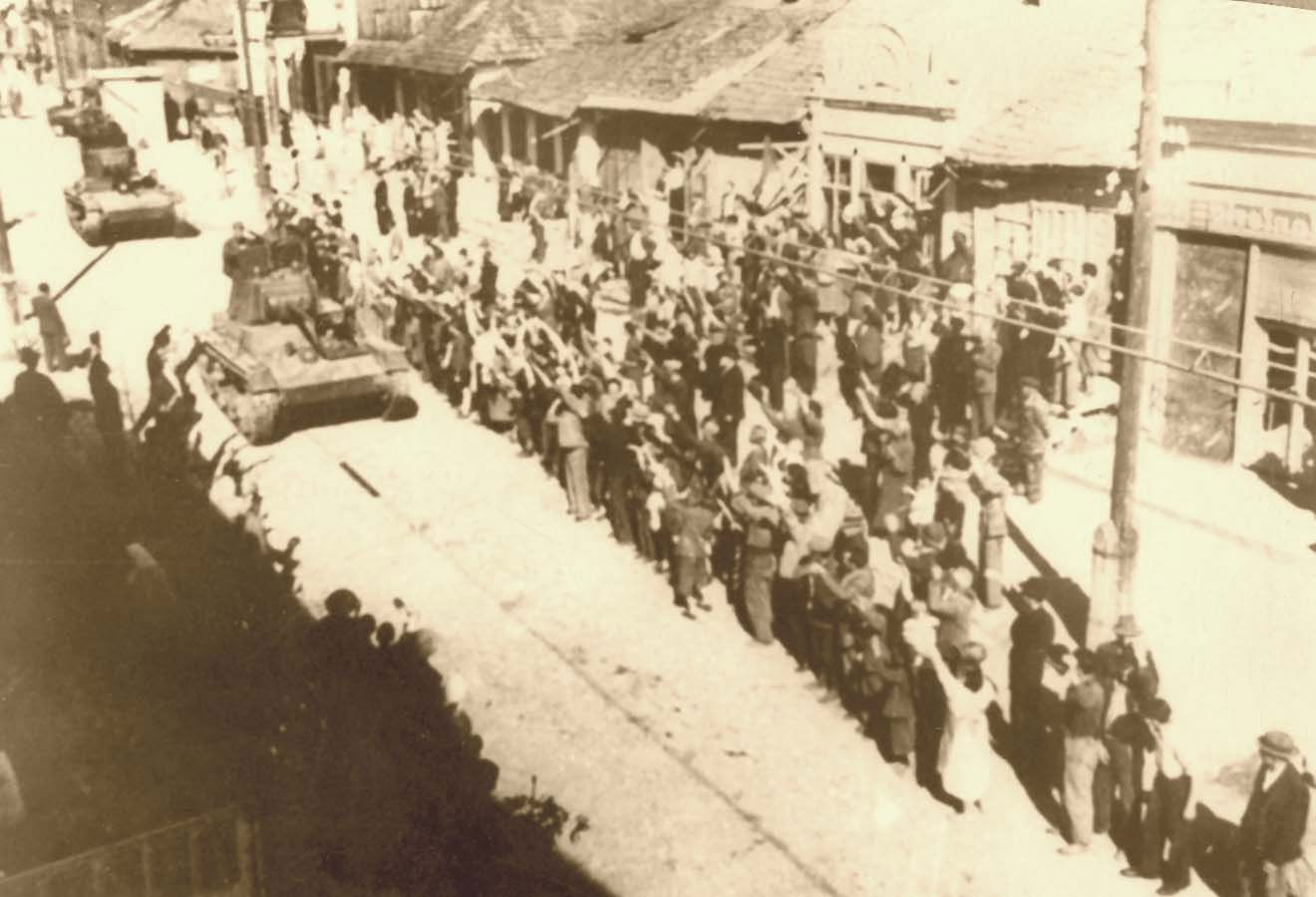
Intrarea tancurilor T-26 ale armatei sovietice în Basarabia în uralele populației locale prosovietice.

Teritoriul ocupat a fost organizat de sovietici pe 2 august 1940 după cum urmează: cea mai mare parte a Basarabiei și o mică parte din RSSA Moldovenească (care a fost desființată cu această ocazie) au fost proclamate ca o nouă republică sovietică – RSS Moldovenească. Bucovina de nord și jumătatea nordică a județului Hotin (Ținutul Herța), ca și partea de sud a Basarabiei (cea mai mare parte a județelor Ismail și Cetatea Albă, așa numitul „Bugeac”) au fost date Ucrainei sovietice. Această împărțire a fost hotărâtă de o comisie condusă de Nikita Sergheevici Hrușciov.
În perioada 1940-1941, s-a declanșat o campanie de persecuții împotriva localnicilor – arestări arbitrare, torturi, execuții și deportări în gulagurile Siberiei. Au rezultat, conform unor estimări, aproximativ 57.000 de morți și peste 100.000 de deportați. Economia celor două regiuni a fost paralizată de exproprierea intreprinderilor particulare și de sistemul cotelor și rechizițiilor din agricultură. A fost stabilită o rată de schimb de 40 lei pentru o rublă, ceea ce a făcut ca soldații și oficialii sovietici deplasați în zonă să cumpere produsele aflate în magazine la prețuri extrem de mici. Întrucât magazinele nu au fost reaprovizionate, a rezultat o criză dezastruoasă pentru sectorul comercial al economiei zonale.

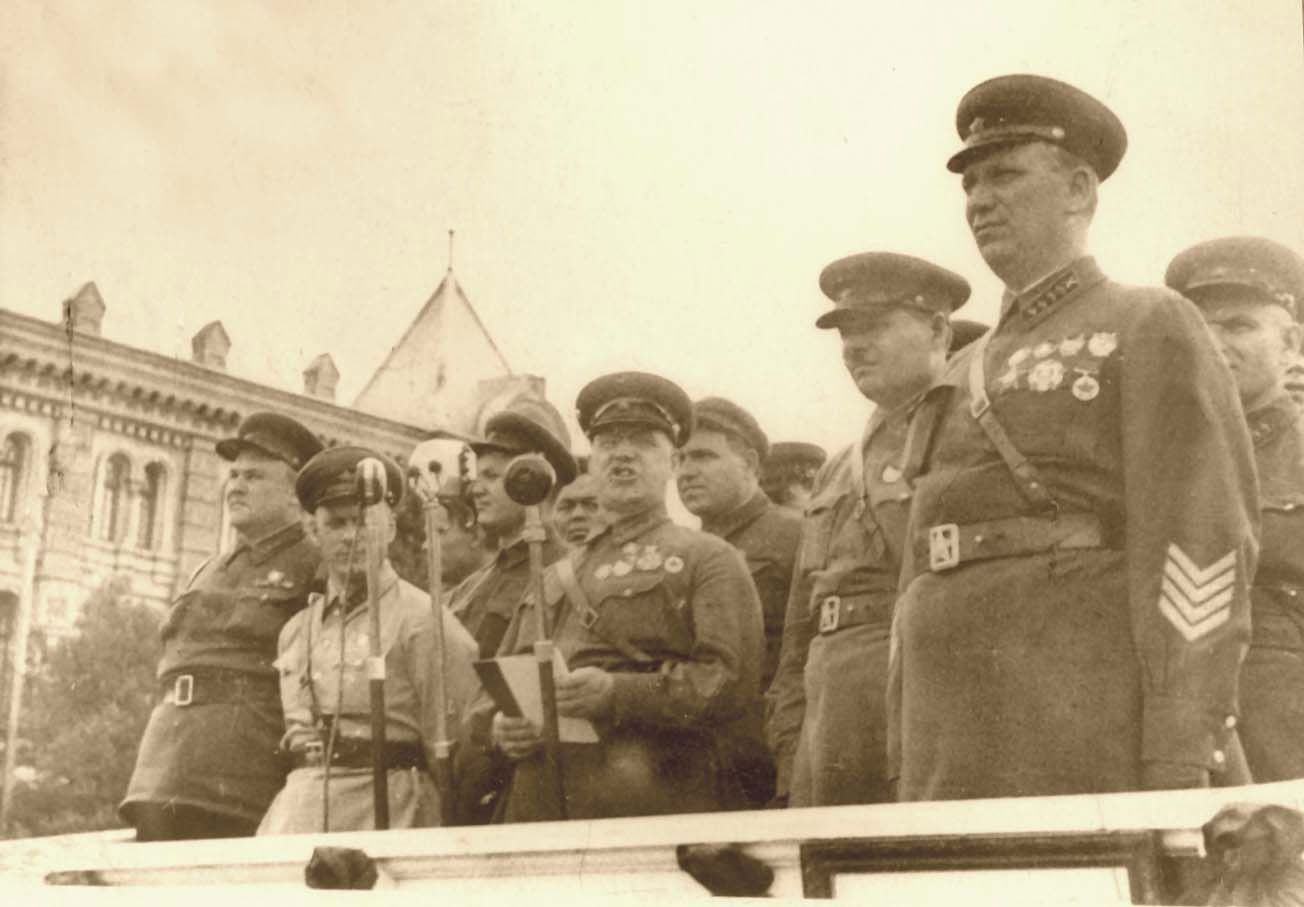
Discursul lui Jukov la Chișinău, 4 iulie 1940.

În urma semnării Pactului Ribbentrop-Molotov din 23 august 1939, Basarabia este revendicată de sovietici drept zona lor de influență. Astfel, la 28 iunie 1940, Armata Roșie ocupă Basarabia, precum și Bucovina de Nord și ținutul Herței. Drept urmare, este creată Republica Sovietică Socialistă Moldovenească (RSSM) la 2 august 1940. Numai 6 din cele 13 raioane ale RASSM intră în componența RSSM, iar județele basarabene – Ismail și Cetatea Albă din sud și o parte a județului Hotin din nord – sunt incluse în cadrul Ucrainei Sovietice.
Basarabia cunoaște astfel încă din anii 1940-1941 experiența sovietizării și comunizării, unul din elementele centrale ale acestei experiențe fiind aplicarea terorii în masă față de clasele sociale indezirabile. Anexarea Basarabiei de către sovietici anticipează astfel instaurarea regimului comunist în spațiul românesc după 1944. Întrucât majoritatea etnică românească din Basarabia era alcătuită din țărani, iar această clasă era vizată de măsurile de teroare, represiunea capătă, în mod indirect, un pronunțat caracter antiromânesc. În ansamblu,
în URSS nu etnonațiunile erau supuse exterminării sau re-educării, ci anumite clase sociale considerate a fi purtătoare a valorilor societății burgheze. Există însă și câteva excepții de la regulă, fiind vorba de germanii de pe Volga, deportați imediat după invazia hitleristă din vara anului 1941; precum și de ceceni, kalmuci, tătarii din Crimeea, ingușii, karaceenii, balcari și turcii meshetinți, învinuiți de colaborare cu regimul de ocupație nazist și deportați în masă la sfârșitul celui de-al doilea război mondial în Kazahstan, Asia Centrală și Siberia.
Cine, mai exact, a avut de suferit în primul an de ocupație sovietică și cum iminența izbucnirii războiului cu Germania nazistă a influențat politica Moscovei în regiune? În primul rând, organizația locală de comuniști era insignifiantă și dominată de reprezentanți ai minorităților etnice. Din totalul comuniștilor basarabeni de 285 persoane în august 1940, 186 erau evrei, 28 ucraineni, 21 ruși și 21 români. Criza de cadre locale loiale partidului comunist se observă și în primăvara anului 1941. Din cca. 9 000 de comuniști din RSSM, aproape jumătate erau veniți din alte republici sovietice. Acest lucru reflectă faptul că populația locală majoritară era refractară la ideile comuniste. În același timp nu se înregistrează acțiuni violente de amploare împotriva noii puteri sovietice.
Primii care au căzut victime ale regimului comunist au fost 1 122 de persoane, arestate în perioada 28 iunie – 4 iulie 1940, constituind foști funcționari ai statului român sau suspecți de colaborare cu administrația română. În următoarele luni au fost arestate alte cca. 2 000 persoane, majoritatea fiind lucrători ai căilor ferate în care regimul sovietic nu avea încredere.

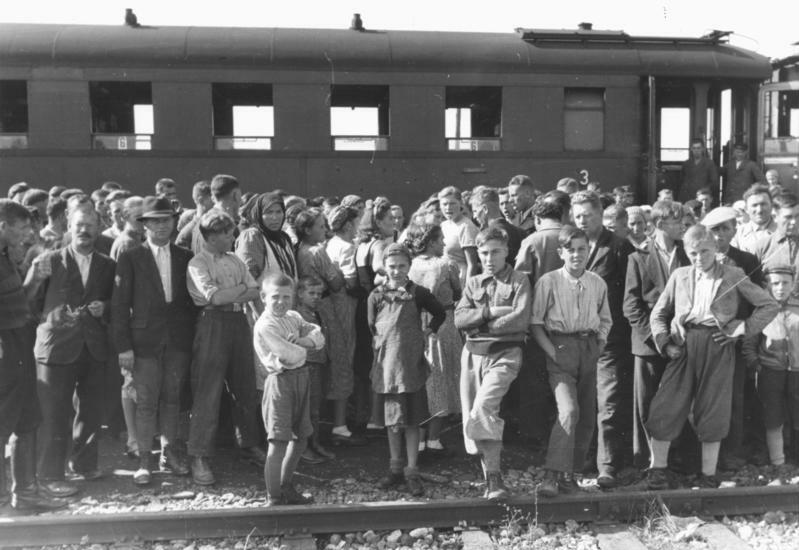
Refugiați germani din Basarabia.

Inamici potențiali ai puterii sovietice au fost considerați și germanii din Basarabia, urmași ai coloniștilor din secolul al XIX-lea. Astfel, în lunile iulie-noiembrie 1940 au fost repatriați în Germania cca. 124 000 de germani basarabeni, conform unor acorduri bilaterale sovieto-germane. Etnicii germani nu obțineau nici un fel de compensație din partea Moscovei pentru proprietățile abandonate, averea lor imobilă și utilajul agricol trecând la colhozurile întemeiate în grabă în fostele colonii germane.
Cele mai importante arestări ale populației locale vor avea loc în ajunul atacului german asupra Uniunii Sovietice din iunie 1941. La 31 mai 1941, împuternicitul Moscovei pentru arestarea sau strămutarea elementelor indezirabile, S.A. Goglidze, trimite un raport lui Stalin. Potrivit acestuia, urmau să fie anihilate cele mai periculoase elemente, cum ar fi foștii membri ai Gărzii de Fier, caracterizată ca „cea mai clandestină organizație, cu experiență de ani de zile în activități ilegale”, având „cadre teroriste, organizate în trupe speciale”. Alte persoane susceptibile de deportare erau foști membri ai Partidului Național Creștin, ai
Partidului Național Țărănesc și Partidului Național Liberal care ar fi încercat să organizeze activități ilegale. Alte persoane vizate proveneau din rândurile marilor latifundiari, comercianților, jandarmilor, albgardiștilor ruși etc. Operațiunea majoră de arestare și deportare a fost stabilită pentru noaptea de 12 spre 13 iunie 1941, fiind vizate 32 423 de persoane din Basarabia, Bucovina de Nord și ținutul Herței. Dintre acestea, 6 250 urmau să fie arestate, iar 26 173 – deportate. În raportul din 14 iunie 1941 despre rezultatele operațiunii, înaintat lui Stalin, Beria și Molotov, se constată că numărul celor arestați și deportați a scăzut de la cifra inițială de 32 423 persoane la 31 419. Cum se explică această diferență și ce relevanță are această micșorare a listei inițiale? Avem date în acest sens numai în legătură cu Basarabia – 1 183 reușesc să evite tragedia care îi aștepta. Dintre aceștia, trei persoane au reușit să se ascundă, 133 n-au fost arestate din motive de boală, 318 și-au schimbat în ajun domiciliul, iar 829 au scăpat, retrăgându-li-se învinuirile ad hoc, „din cauza insuficienței materialelor compromițătoare”. Astfel, din RSSM au fost arestate și deportate în noaptea de
12 spre 13 iunie 1941 – 18 392 persoane, iar din celelalte teritorii românești anexate la 28 iunie 1940 – 11 844 persoane. După estimările guvernului antonescian, 97 la sută dintre cei arestați și deportați în 12-13 iunie 1941 erau români, o estimare care nu rămâne decât un truc propagandistic în plin război împotriva bolșevismului. În total, în primul an de ocupație sovietică au avut de suferit – prin arestare sau deportare – nu mai puțin de 86 604 persoane din Basarabia, Bucovina de Nord și ținutul Herței. Această cifră se apropie de cea calculată de istoricii ruși după documentele de arhivă de la Moscova, adică în jur de 90 000 de persoane
reprimate, arestate sau deportate în primul an de ocupație sovietică. Arestările au continuat chiar după 22 iunie 1941. 

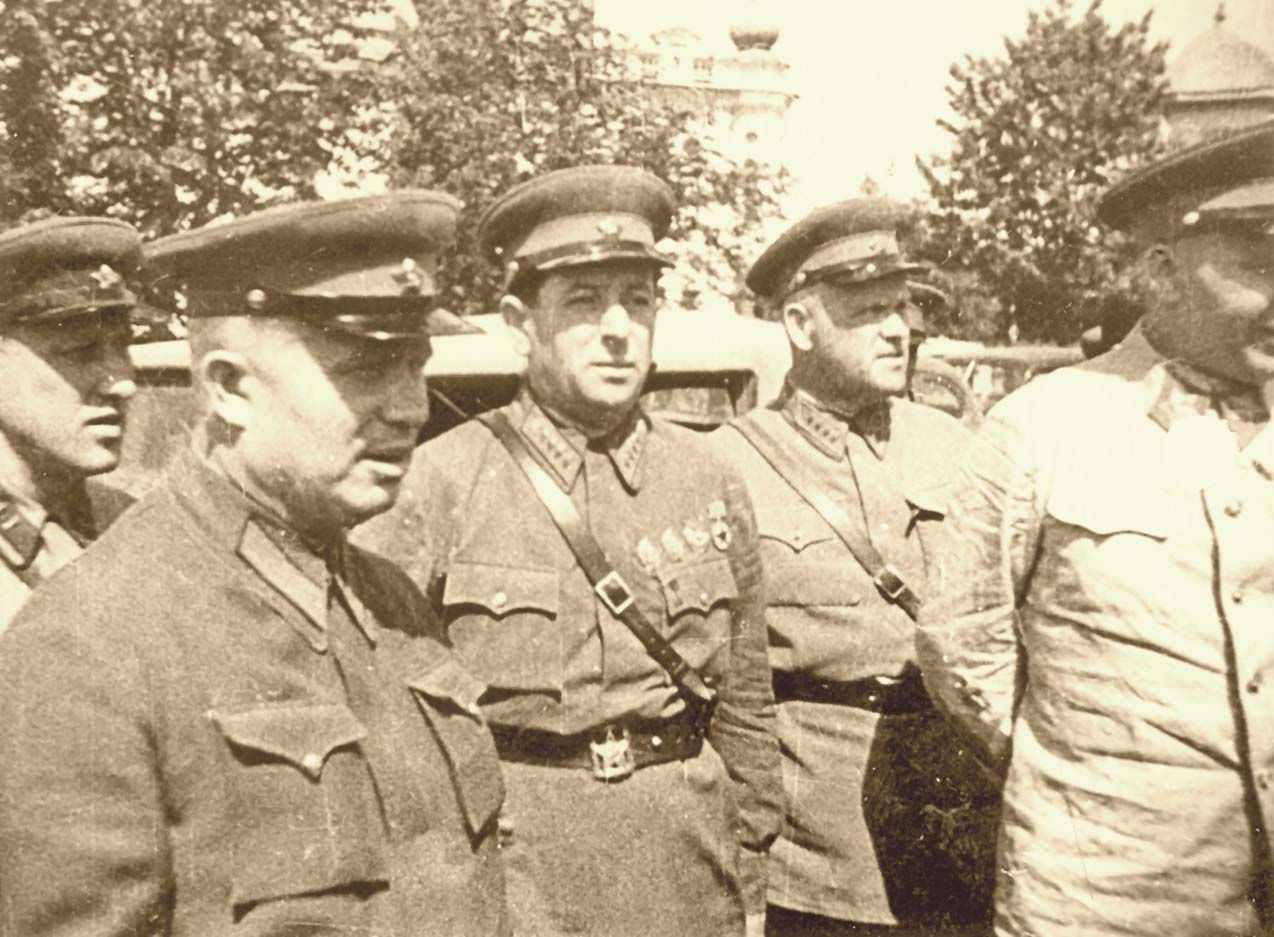
Nikita Sergheevici Hrușciov și Lev Mehlis la Chișinău în aceeași perioadă.

 În toiul operațiilor militare, a fost arestat și condamnat la 15 ani deportare Nicolae Costenco, fost redactor șef al revistei interbelice „Viața Basarabiei”, dar și scriitorul Alexandru Terziman, care i-a zis cu o zi înainte de arestare lui Lev Barski că "Armata Germană e mai bine-pregătită". Altor intelectuali, precum Mihail Curicheru, li s-a incriminat conducerea unor organizații antisovietice, drept care au fost deportați ad hoc. Dacă deocamdată nu poate fi stabilită componența etnică a celor deportați, din punct de vedere social aceștia erau catalogați drept cele mai „antisovietice și contrarevoluționare” elemente.
O operațiune similară de „extracție a elementelor antisovietice și contrarevoluționare” a avut loc aproape simultan în alte teritorii anexate de URSS conform Pactului Ribbentrop-Molotov. În Țările Baltice, spre exemplu, în noaptea de 13 spre 14 iunie 1941 au fost deportate peste 50 000 de persoane. În ansamblu, în cele aproape 12 luni de putere sovietică în zona baltică au dispărut fără veste sau au fost executate nu mai puțin de 123 000 de persoane. În perioada septembrie 1939-sfârșitul lunii iunie 1941, au fost arestate, deportate sau executate aproximativ 1 000 000 persoane care aveau anterior cetățenia Poloniei, adică proveneau din teritoriile vestice ale Ucrainei și Bielorusiei. Componența etnică a acestora era următoarea: 52% – polonezi, 30% – evrei, 18% – ucraineni și bieloruși45. În acest sens, putem constata că motivul principal al operațiunilor sus-numite ținea de eliminarea unor potențiali sau prezumtivi dușmani ai puterii sovietice în condițiile în care posibilitatea izbucnirii unui război de lungă durată cu Germania era iminentă. În perioada postbelică, după cum vom vedea, arestările, deportările și execuțiile sumare vor fi justificate, din punctul de vedere al autorităților sovietice, de necesitatea consolidării regimului comunist în regiunile nou achiziționate. Mai exact, era vorba de pedepsirea celor care au colaborat cu „ocupanții” și, mai ales, de eliminarea totală a elementelor sociale indezirabile ce constituiau o piedică în construcția socialistă – în special a țăranilor înstăriți, numiți peiorativ kulaci sau chiaburi.
La 22 iunie 1941, armata germană atacă URSS, iar România intră în război de partea Germaniei cu scopul declarat de a elibera teritoriile pierdute un an mai devreme. Ulterior, mii de basarabeni sunt recrutați în armata română și participă la războiul împotriva Uniunii Sovietice, inclusiv la bătălia de la Stalingrad. Ca aliat al Germaniei naziste, România acceptă să preia administrația civilă a teritoriului dintre Nistru și Bug. În Transnistria antonesciană din timpul războiului sunt deportați în masă toți evreii basarabeni și parțial cei bucovineni, considerați de propaganda vremii drept „țapi ispășitori” pentru umilințele armatei române în
1940. Vor fi deportați peste Nistru cca. 147 000 evrei din cele două provincii – Basarabia și Bucovina (în special de nord), dintre care circa 90 000 vor muri în gheto-urile și lagărele de concentrare, în mare din cauza tifosului și a înfometării. Regimul lui Ion Antonescu este de asemenea responsabil de moartea a unui număr de 130 000 -170 000 de evrei din regiunea dintre Nistru și Bug. În total deci, regimul antonescian a deportat sau exterminat circa 300 000 evrei. Au fost deportați de asemenea circa 25 000 țigani (din totalul de 209 000), dintre care jumătate au decedat ca urmare a execuțiilor, înfometării sau bolilor contagioase.
O dată cu atingerea liniei Nistrului de către Armata Roșie în martie 1944, basarabenii sunt eliberați treptat din armata română și trimiși acasă. Mulți dintre ei vor fi înrolați imediat de către sovietici și vor lupta împotriva Germaniei până în mai 1945, servind drept „carne de tun” în prima linie a frontului. România va pierde iarăși teritoriile sale din Est, de data aceasta cu acordul Statelor Unite și Marii Britanii care, din considerente geostrategice, recunosc legitimitatea hotarului sovietic de la 22 iunie 1941.

### Situația României între 1940-1944

Teatrul european de lupte al celui de-al doilea război mondial.

Două luni mai târziu, după ce a fost nevoită să accepte noi concesiuni teritoriale – de această dată față de Ungaria și Bulgaria, care se bucurau de sprijinul nemijlocit al Germaniei Naziste și Italiei Fasciste – fiind pus în fața unei nemulțumiri generalizate, care putea degenera în orice moment într-o mișcare națională antidinastică, regele Carol al II-lea a abdicat (pentru a patra și ultima oară) în favoarea fiului său Mihai I și a părăsit țara. Regelui Carol i s-a interzis să mai revină vreodată în România. Regele Mihai I îndeplinea doar o funcție strict protocolară, puterea reală fiind deținută de Ion Antonescu și de armată în alianță cu Legiunea Arhanghelul Mihail, mișcare antisemită și pronazistă, care fusese parțial distrusă în 1938. (Vedeți și: Garda de fier#Escaladarea violenței - terorismul de stat - dictatura lui Carol al II-lea). Țara a fost declarată stat național legionar. În ianuarie 1941, mișcarea legionară a încercat să preia puterea printr-o lovitură de stat, care a eșuat în cele din urmă, în principal datorită sprijinului de care se bucura Antonescu în rândurile armatei.
Pe 22 iunie 1941, România s-a alăturat Finlandei, Ungariei, Italiei și Germaniei în atacarea Uniunii Sovietice. Până pe 26 iulie, Basarabia și Bucovina de nord au fost eliberate. În ciuda opoziției liderilor politici de frunte români, Antonescu a ordonat armatei române să continue războiul alături de Axă, participând la operațiunile din Odessa, Peninsula Crimeea, Stalingrad și Caucaz.

### Basarabia și Bucovina sovietice după 1944

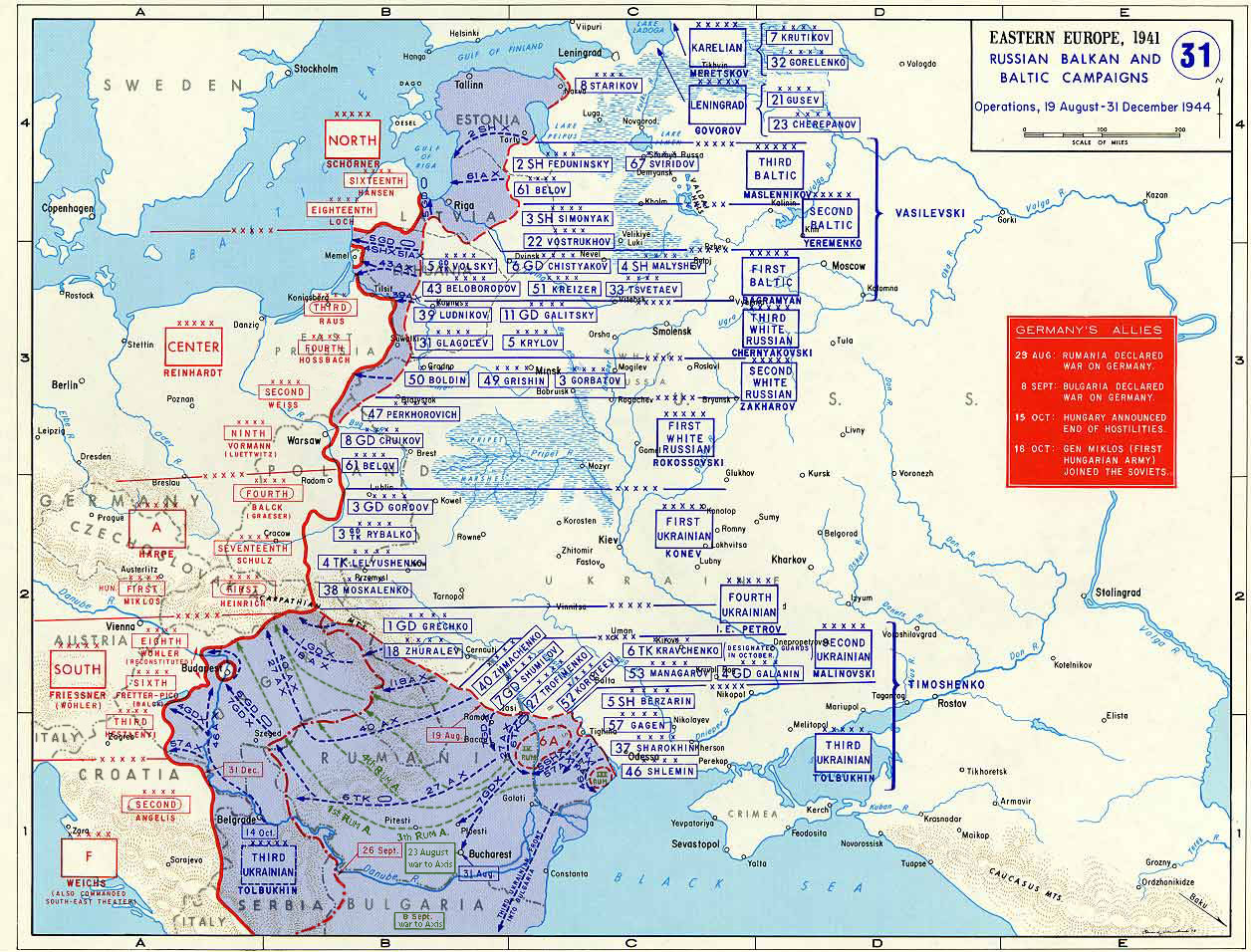
Operațiunile sovietice de luptă, 19 august – 31 decembrie 1944

Pe 23 august 1944, în condițiile în care trupele sovietice avansau pe frontul de răsărit amenințând cu transformarea României în teatru de război, (Vedeți și: Operațiunea Iași-Chișinău), regele Mihai I a organizat o lovitură de stat, îndepărtându-l de la putere pe mareșalul Antonescu. După semnarea unui armistițiu cu Aliații, armata română a întors armele contra Ungariei Hortiste și Germaniei Naziste, luptând alături de Armata Roșie pentru eliberarea teritoriilor ocupate de Ungaria prin Dictatul de la Viena și, în continuare, în Ungaria și Slovacia.
Pe 6 martie 1945, regele Mihai a fost silit de sovietici să accepte guvernul dominat de comuniști al lui Petru Groza, iar în 30 decembrie 1947 a fost silit să abdice și să părăsească țara. Abdicarea regelui Mihai a reprezentat momentul începerii unui regim care nu avea să se termine decât odată cu evenimentele din decembrie 1989.
În 1947, ca parte a tratatului de pace de la Paris, România și Uniunea Sovietică au semnat un tratat de frontieră prin care frontiera comună era „fixată în concordanță cu înțelegerea sovieto-română din 28 iunie 1940”, (aceasta în condițiile în care pe 28 iunie nu a fost semnată nicio înțelegere ci s-a răspuns unui ultimatum, iar anterior acestei date nu au existat nicio înțelegere scrisă în această privință).
După prăbușirea comunismului în România, președintele Ion Iliescu și președintele Uniunii Sovietice au semnat pe 5 aprilie 1991 un tratat politic care, printre altele, recunoștea granița sovieto-română așa cum fusese consfințită de tratatul de la Paris. Totuși, acest tratat nu a fost niciodată ratificat de Parlamentul României. România și Federația Rusă au semnat și ratificat până la urmă un tratat în 2003 , după prăbușirea Uniunii Sovietice și proclamarea independenței de către Republica Moldova și Ucraina.
În perioada 1940 – 1989, autoritățile sovietice au provomovat evenimentul de pe 28 iunie 1940 ca pe „ziua eliberării” de sub jugul românesc, data în sine fiind proclamată sărbătoare în RSS Moldovenească.

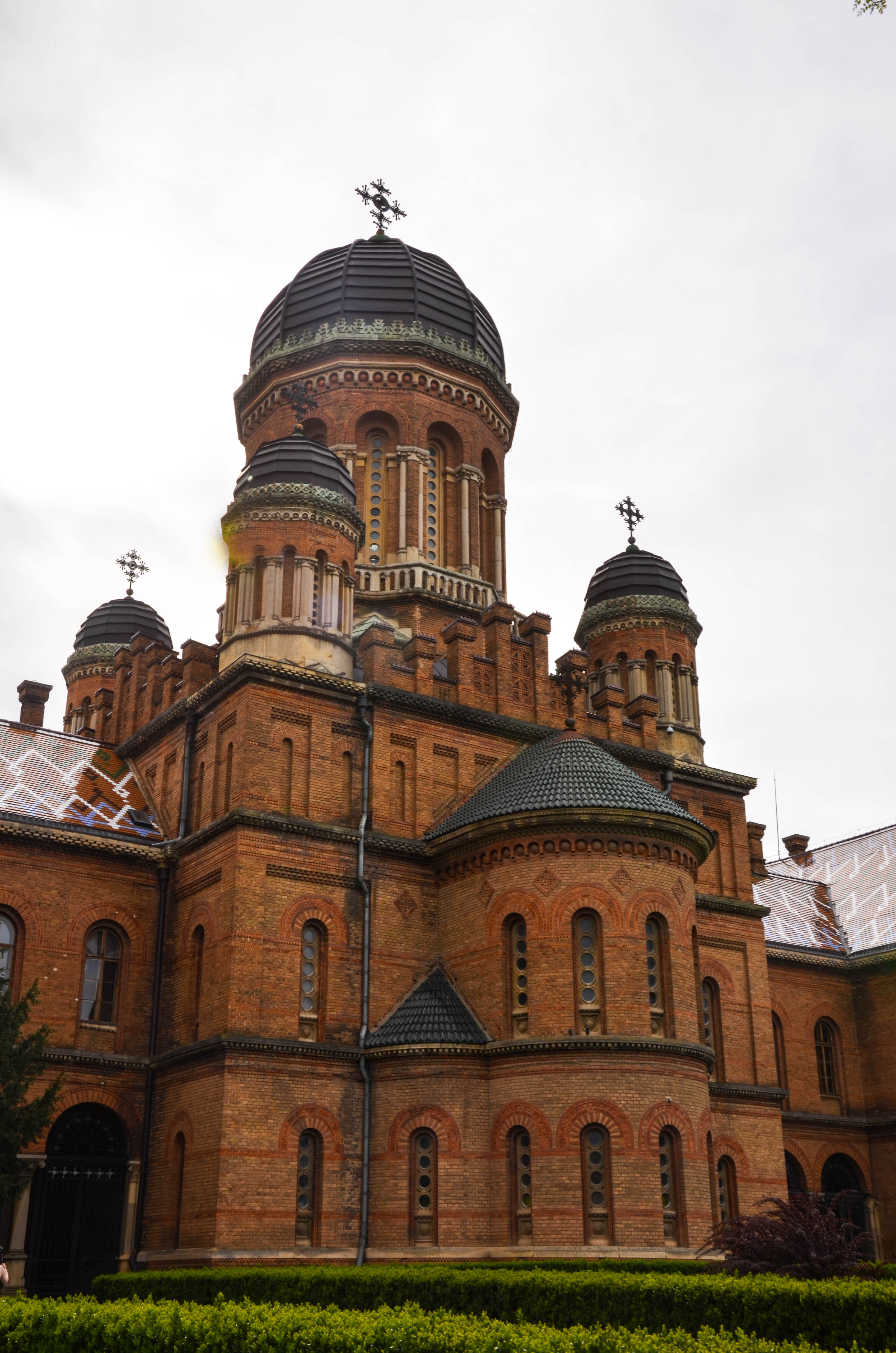
Biserica Seminarului Teologic din Cernăuți

Pe 28 iunie 2011, la 71 de ani de la ocupație, Reședința mitropoliților Bucovinei și Dalmației din Cernăuți, astăzi în Ucraina, a fost inclusă în patrimoniul mondial UNESCO.

## Consecințe pentru populația locală

### Prizonierii politici și masacre ale civililor
În conformitate cu afirmațiile lui Alexandru Usatiuc-Bulgăr, din 1940 până în 1953 s-au dat 32.433 sentințe politice. Dintre cei condamnați, 8.360 au fost executați sau au murit în timpul interogatoriilor. În acest număr nu sunt incluși cei împușcați pe loc fără judecată, printre aceștia aflându-se în special foști oficiali români care nu voiseră sau nu putuseră să se refugieze.
În afară de aceștia, numeroși oameni au fost arestați de NKVD și au dispărut fără urmă. După retragera sovieticilor, aproximativ 1.000 de corpuri lipsite de viață au fost descoperite în diferite gropi comune improvizate în beciuri, curți interioare sau în fântâni părăsite din apropierea sediilor județene ale NKVD-ului. Numai în Chișinău au fost descoperite 450 de cadavre de preoți, studenți și elevi de liceu sau muncitori feroviari, etc.
În perioada aprilie – august 1943 a fost descoperit un grup de gropi comune în apropiere de satul Tatarca de lângă Odessa. Pe o suprafață de 1.000 m2 au fost găsite 42 de gropi comune, (s-a apreciat că numărul lor ar fi putut să depășească 50), în care existau cam 3.500 de cadavre, (s-a apreciat că la o deshumare completă s-ar fi putut descoperi cam 5.000 de cadavre). Dintre acestea, au fost deshumate 516 cadavre, care au fost studiate, identificate și reînhumate într-un cimitir din zonă, mai înainte ca regiunea să redevină zonă de lupte. Printre victime au fost identificate persoane arestate în Basarabia și Bucovina în 1940-1941, dar și altele arestate (după cum arătau actele găsite asupra lor) în RSSA Moldovenească în 1938-1940.
O serie de tragedii s-au petrecut în Bucovina de nord, unde mai mulți localnici au încercat să traverseze cu orice preț granița sovieto-română în perioada 1940-1941. (Vedeți și: Masacrul de la Fântâna Albă.)

### Deportările

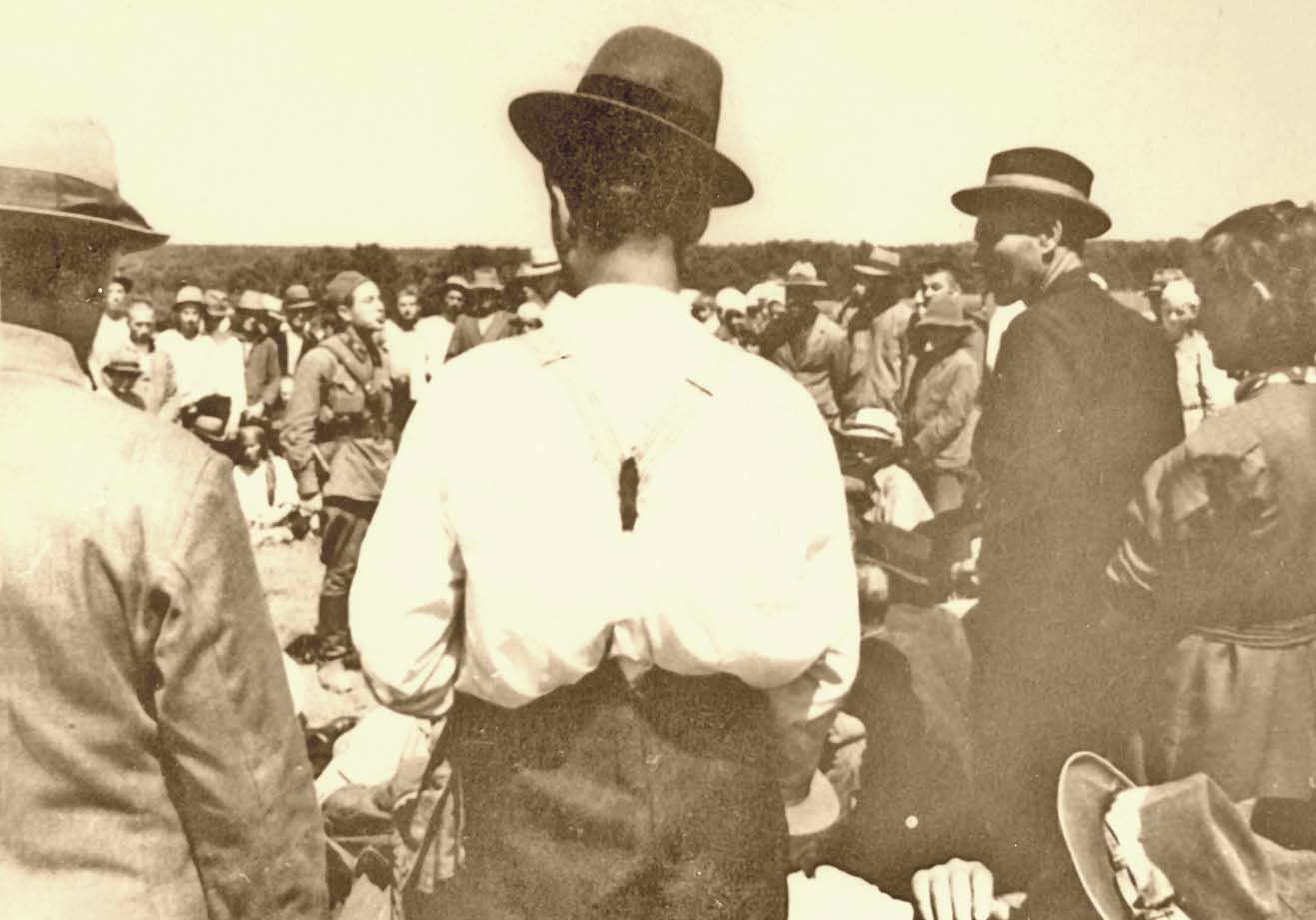
Un soldat al Armatei Roșii se adresează populației locale în 1940.

Deportările localnicilor s-au făcut pe motivul apartenenței la grupul „dușmanilor poporului” – intelectuali, militari, polițiști, foști politicieni, moșieri sau culac, ai celor cu atitudini antisovietice dovedite sau închipuite, etc. Perioadele de maximă opresiune au fost 1940 – 1941, 1944 – 1950 și, într-o măsură mai redusă 1950 – 1956. Deportările au atins nu numai grupul etnic al românilor, dar și pe cel al ucrainenilor, rușilor, găgăuzilor, bulgarilor sau evreilor. Cele mai importante deportări au fost cuprinse în trei valuri mari :
- 29.839 persoane au fost deportate pe 13 iunie 1941,
- 35.796 persoane au fost deportate pe 6 iulie 1949 și
- 2.617 persoane au fost deportate pe 1 aprilie 1951.

Au avut loc deportări de mică amploare în toate orașele mai importante ale Basarabiei și Bucovienei.
Aceste cifre se referă numai la RSS Moldovenească, nu și la Bugeac sau Bucovina de nord, de unde s-au făcut de asemenea deportări.
Arestările acestor persoane se făcea de regulă în timpul nopții, uneori fiind ridicate familii întregi, cu copii cu tot. Deportații au fost transportați în condiții inumane, în vagoane de marfă închise, în Siberia sau în Kazahstan. În timpul transportului, care dura până la șase săptămâni, deportații nu se bucurau de asistență medicală, călătoreau în condiții igienice îngrozitoare și aveau puțină apă sau hrană. La destinație erau de multe ori obligați să-și construiască propriile lagăre, să lucreze în condiții foarte grele – temperaturi extreme, norme de muncă greu de atins, hrană proastă și puțină, etc – toate acestea ducând la moartea a aproximativ 50% dintre ei.
După mortea lui Stalin în 1953, deportaților li s-a permis să se reîntoarcă în Moldova, cam jumătate dintre supraviețuitori alegând să revină pe pământurile natale. Repatriații au avut probleme mari în Basarabia și Bucovina, unde au găsit casele confiscate ocupate de străini, locuri de muncă puține și prost plătite destinate celor cu cazier politic, etc.

### Prizonierii de război români în URSS

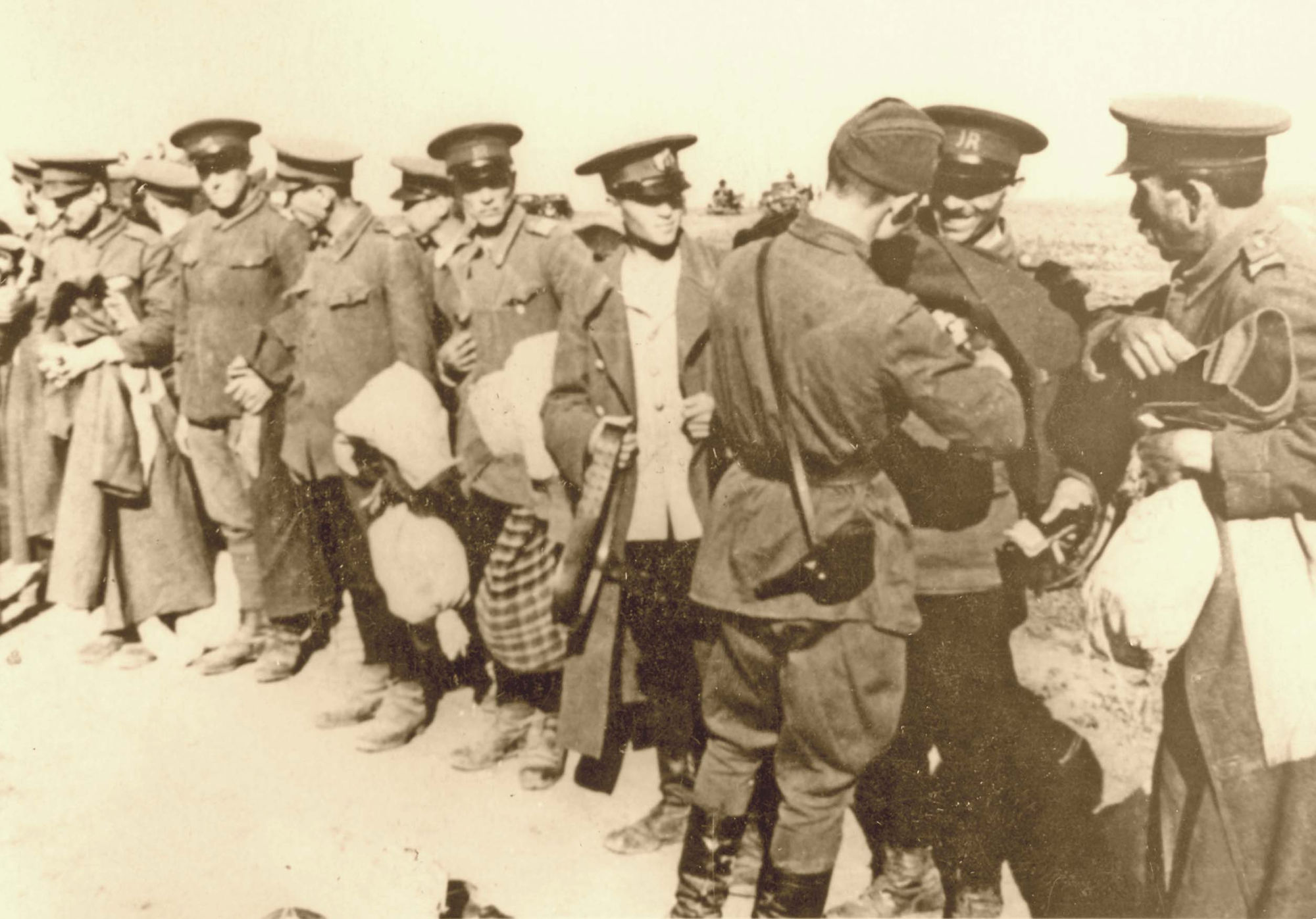
Dezarmarea trupelor române în 1940.

Cât timp Basarabia și Bucovina au fost în componența României, bărbații din aceste regiuni, care au avut vârsta legală, au fost chemați sub arme, în conformitate cu legile în vigoare în acele timpuri. După terminarea Operațiunii Iași-Chișinău din august 1944, Armata Roșie a luat peste 100.000 de prizonieri români, inclusiv mulți basarabeni și bucovineni. Conform unor anumite aprecieri, 10% dintre acești prizonieri au supraviețuit până în 1956, când au fost eliberați.
Unii dintre prizonierii de război capturați au fost trimiși de îndată în interiorul URSS-ului, în timp ce alții au rămas în partea europeană a Uniunii Sovietice până la un an. În Basarabia au fost organizate două lagăre la Bălți, unul obișnuit, altul de concentrare. Cel de-al doilea avea cam 45.000 de prizonieri, între care aproximativ 35.000 de români, (din care aproximativ jumate erau basarabeni și bucovineni), 5.000 de germani, restul fiind unguri, italieni, cehi, polonezi și alții. Condițiile foarte grele din lagăr au făcut ca numai cei mai rezistenți prizonieri să supraviețuiască, doar pentru a fi trimiși în lagărele de muncă din interiorul Uniunii Sovietice.
Unele surse afirmă că mai multe mii de civili au murit ca urmare a staționării celor 3,4 milioane de soldați sovietici în regiune din martie până în august 1944.

### Foametea din 1946-1947
În perioada 1946 – 1947, ca urmare a situației dezastruoase de la finalul războiului, a secetei și a politicii agricole a guvernului sovietic, în Basarabia și Bucovina de nord au pierit aproximativ 298.000 de locuitori.

### Munca forțată și Armata Roșie
Vedeți și: Colonizările forțate în Uniunea Sovietică
Mii de locuitori ai Basarabiei și Bucovinei de nord au fost mobilizați în lagărele de muncă, unde, în ciuda regimului disciplinar foarte strict, erau plătiți, dar foarte puțin. Muncitorii au fost trimiși în zone îndepărtate ale Uniunii Sovietice. Doar în 1940 au fost trimiși la muncă forțată 56.365 de persoane.
După ocuparea Basarabiei și Bucovinei de nord de cățre URSS, bărbații din regiune au fost mobilizați în cadrul armatei sovietice. Dintre aceștia, 220.000 au murit între august 1944 și mai 1945 în luptele Armatei Roșii din Lituania, Prusia Răsăriteană, Polonia și Cehoslovacia.

### Fuga în România și Europa Occidentală

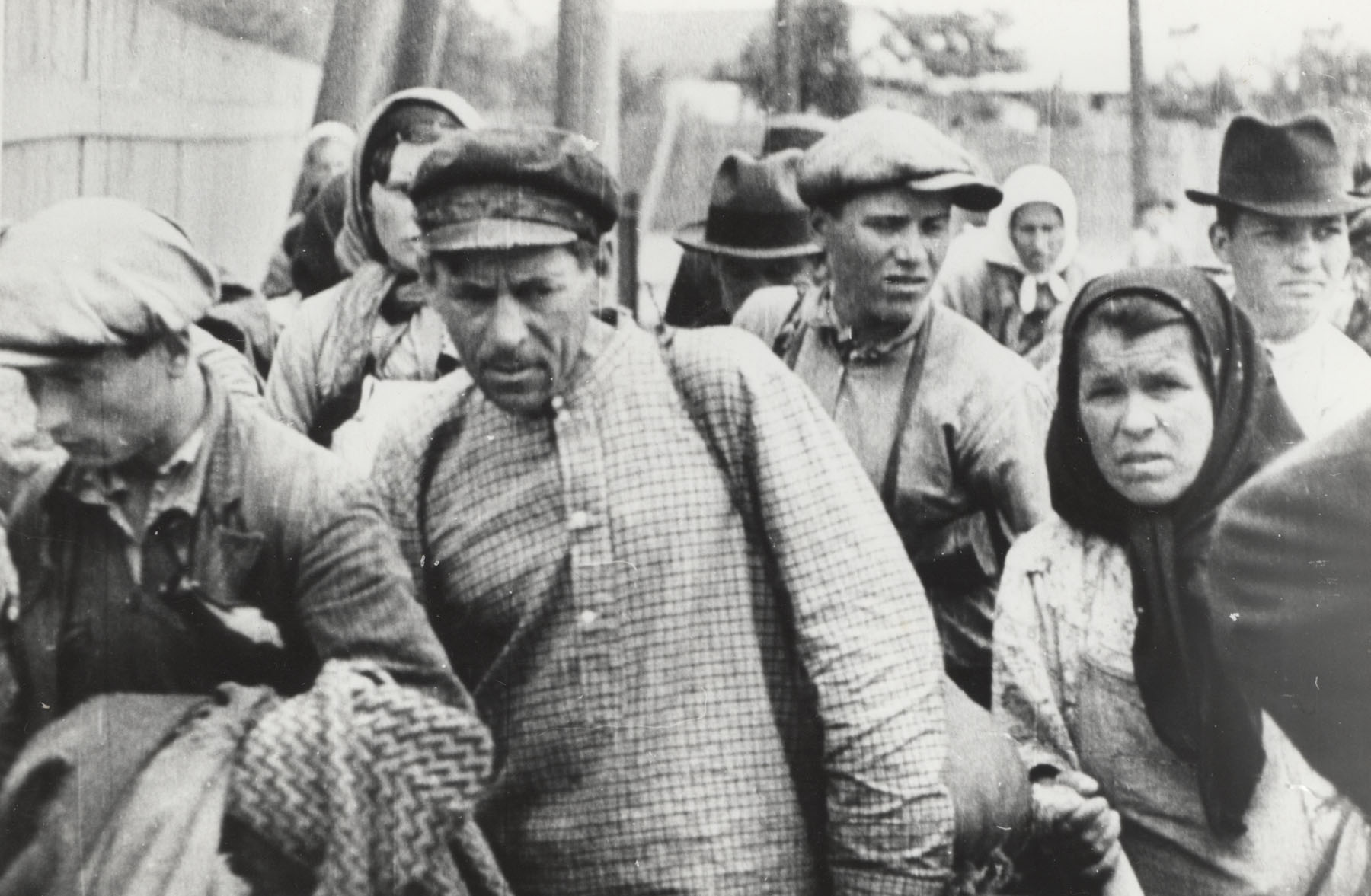
Refugiați din Basarabia.

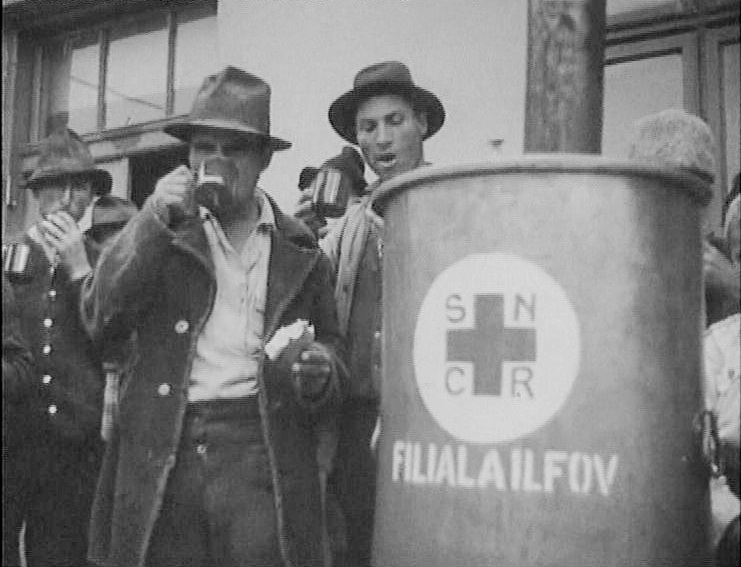
Crucea Roșie s-a ocupat de hrănirea refugiaților. În Regatul României a fost organizată „Opera de ajutorare a refugiaților” pentru a ajuta populația strămutată.

Aproximativ 200.000 de oameni s-au refugiat din Basarabia și Bucovina de nord în România pe 28 iunie 1940, dar mulți dintre ei s-au reîntors la casele lor în 1941. În condițiile în care Armata Roșie înainta spre România, temându-se de deportări precum cele din 13 iunie 1941, până la 800.000 de oameni s-au mutat spre vest pe restul teritoriului României, lăsând aproape goale marile orașe basarabene și bucovinene. Acești refugiați erau în principal profesori, ingineri, medici, avocați, practic oricine putea fi calificat intelectual, dat fiind faptul că aceasta era una dintre țintele predilecte ale persecuțiilor sovietice. A trebuit să treacă 25 de ani pentru ca în Moldova sovietică să apară o nouă generație de intelectuali, în special din rândul copiilor de țărani.

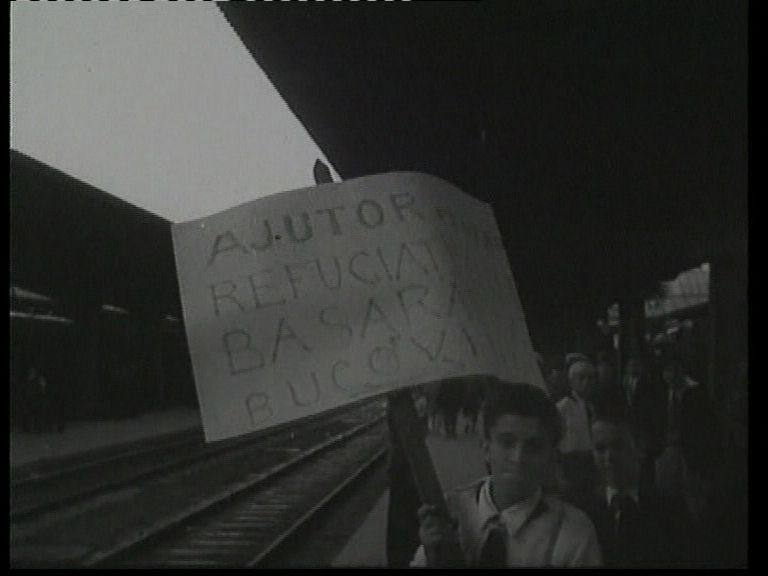
Refugiați din Basarabia și Bucovina

### Consecințe sociale și demografice
Ocupația sovietică a inaugurat și o politică antiromânească în Basarabia și Bucovina de nord, care a țintit atât grupul etnic și, mai larg, pe toți reprezentanții de frunte ai societății civile și clasei politice presovietice fără deosebire de naționalitate. Între 1940 și 1941, aproximativ 300.000 de români au fost persecutați, condamnați la muncă silnică în gulaguri, sau au fost deportați împreună cu familia. Dintre aceștia 57.000 au fost uciși, în acest număr nefiind incluși cei care au pierit în gulag. Aceste politici au fost reluate și au continuat în perioada 1944 – 1956, după care a abuzurile au fost reduse la un număr de cazuri izolate.
După unele surse, pe toată durata de existență a URSS-ului, aproximativ 2.344.000 persoane originare din Basarabia, Bucovina de nord și RSSA Moldovenească au fost victime ale arestărilor, persecuțiilor politice, deportărilor, condamnărilor la muncă silnică, 703.000 dintre ei pierind.. Ultimele cifre includ și cele 298.500 de victime ale foametei din perioada 1946 – 1947 și cei aproximativ 100.000 de prizonieri de război români de origine basarabeană și bucovineană, care au murit în lagăre. Restul sunt victime ale execuțiilor, masacrelor, deportărilor și ale gulagului.
Aceste politici au avut ca țintă elitele basarabene și bucovinene, care nu se refugiaseră în România în 1940 și între 1944-1945. Printre cei vizați de politicile sovietice se aflau învățătorii, profesorii, doctorii, preoții, avocații, foștii polițiști și jandarmi și cadre active ale armatei regale române, proprietarii de pământ (atât moșierii cât și culacii), membrii partidelor politice, (inclusiv membrii Partidului Comunist Român aflat până în 1944 în clandestinitate), ca și oricine își exprimase orice fel de disidență, practic marea majoritate a populației cu o educație înaltă, purtătoare a culturii române. Dar opresiunea sovietică a vizat în egală măsură și mii de ucraineni, ruși, evrei din regiune. În Bucovina de nord, persecuțiile au dus la un număr disproporționat de victime din cadrul etniei române. Acest fapt poate fi explicat prin structura socială a satelor din regiune, cu numeroși țărani înstăriți și mijlocași, care respingeau tacticile sociale sovietice. Ucrainenii din regiune care și-au exprimat opoziția față de regimul sovietic au avut aceeași soartă cu românii persecutați.
În perioada de după ocuparea Basarabiei și Bucovinei din 1940, 82.000 de germani basarabeni și 40 -45.000 de germani bucovineni au fost repatriați în Germania la cererea guvernului lui Hitler. Unii dintre ei au fost colonizați forțat în Polonia ocupată, pentru ca, în 1944 – 1945, aceștia să fie nevoiți să se refugieze spre vest din calea războiului și a Armatei Roșii.
Ca urmare a plecării intelectualilor români din 1940 – 1944, a germanilor din 1940 – 1941, a evreilor în 1945, a repatrierilor forțate a polonezilor bucovineni în Polonia, Cernăuțiul, una dintre „perlele” universitare ale fostei Austro-Ungarii și a Regatului României și-a pierdut importanța universitară, iar populația sa de aproximativ 100.000 de locuitori din perioada interbelică a scăzut foarte mult. După război, în oraș s-au mutat ucraineni bucovineni din regiunile rurale, ucraineni galițieni sau podolieni. Cu toate acestea, cele mai importante funcții de conducere în politică și economie au fost ocupate de cetățeni sovietici aduși din Ucraina de răsărit, considerați mult mai loiali sistemului sovietic.

### Colonizarea

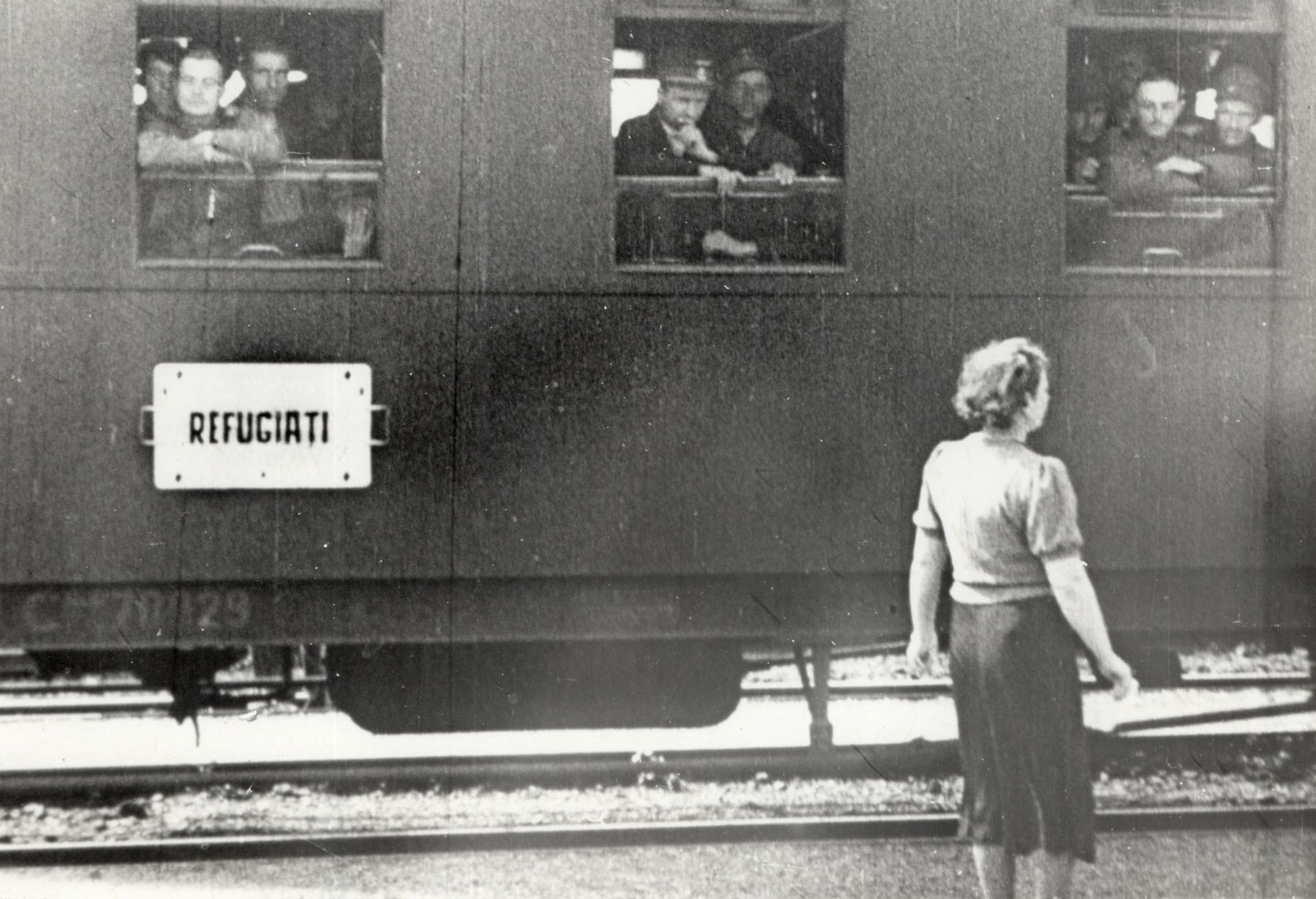
Exodul din Basarabia a condus la scăderea populației locale.

Ca urmare a persecuțiilor sovietice, a emigrării germanilor, polonezilor și evreilor și românilor, populația locală a scăzut dramatic, iar intelectualitatea din regiune a dispărut aproape în totalitate. Sovieticii au căutat să repopuleze regiunea, să umple uriașa prăpastie săpată de plecarea sau moartea intelectualilor și să pună pe picioare organizațiile de partid comuniste și ale aparatului de stat loiale Moscovei. Imediat după război, Stalin a declanșat o colonizare de proporții și o rusificare de facto a ceea ce erau acum Regiunea Cernăuți, RSS Moldovenească și Bugeacul ucrainean. Numeroși ruși și ucraineni, dar și alte mici grupuri etnice, au migrat din restul Uniunii Sovietice în Basarabia și Bucovina de nord, aproape în exclusivitate în orașe, pentru a repune pe picioare economia devastată de război, a repopula regiune, cu rezultatul imediat al schimbării  compoziției etnice . Noii veniți erau în special muncitori în fabrici sau în construcții, personal cu pregătire superioară, militari, cu toții însoțiți de familiile lor. Conform cu statisticile oficiale, în perioada sovietică, peste un milion de oameni s-au stabilit în Moldova sovietică. Deși printre ei se aflau ingineri, tehnicieni și un mic grup de cercetători științifici, majoritatea noilor veniți erau muncitori cu o pregătire redusă.
Accesul localnicilor la pozițiile înalte din administrație sau economie a fost limitat. Primul român care a fost numit în guvernului RSS Moldovenești a fost ministrul sănătății din deceniul al șaptelea. Limitări similare au fost impuse reprezentanților minorităților locale care au trăit în regiune înainte de 1940. Antagonismul dintre moldovenii/românii și noi veniți a persistat pe toată perioada de existență a RSS Moldovenești, izbucnind cu putere în perioada enenimentelor antisovietice și anticomuniste din 1988 – 1992. Aceste rivalități au fost un important factor declanșator al războiului din Transnistria din 1992.
Colonizarea a afectat în mod special orașele din Basarabia, Bucovina de nord, regiunile rurale din Bugeac, (de unde emigraseră germanii basarabeni), dar în mod special orașele din Transnistria.
În ciuda imigrației masive, recensământul din 1959 a arătat o scădere semnificativă a populație față de situația din 1940, ceea ce arată cât de dramatic a fost afectată populația locală de evenimentele din 1940 – 1956.

### Consecințe pentru educație și limbă

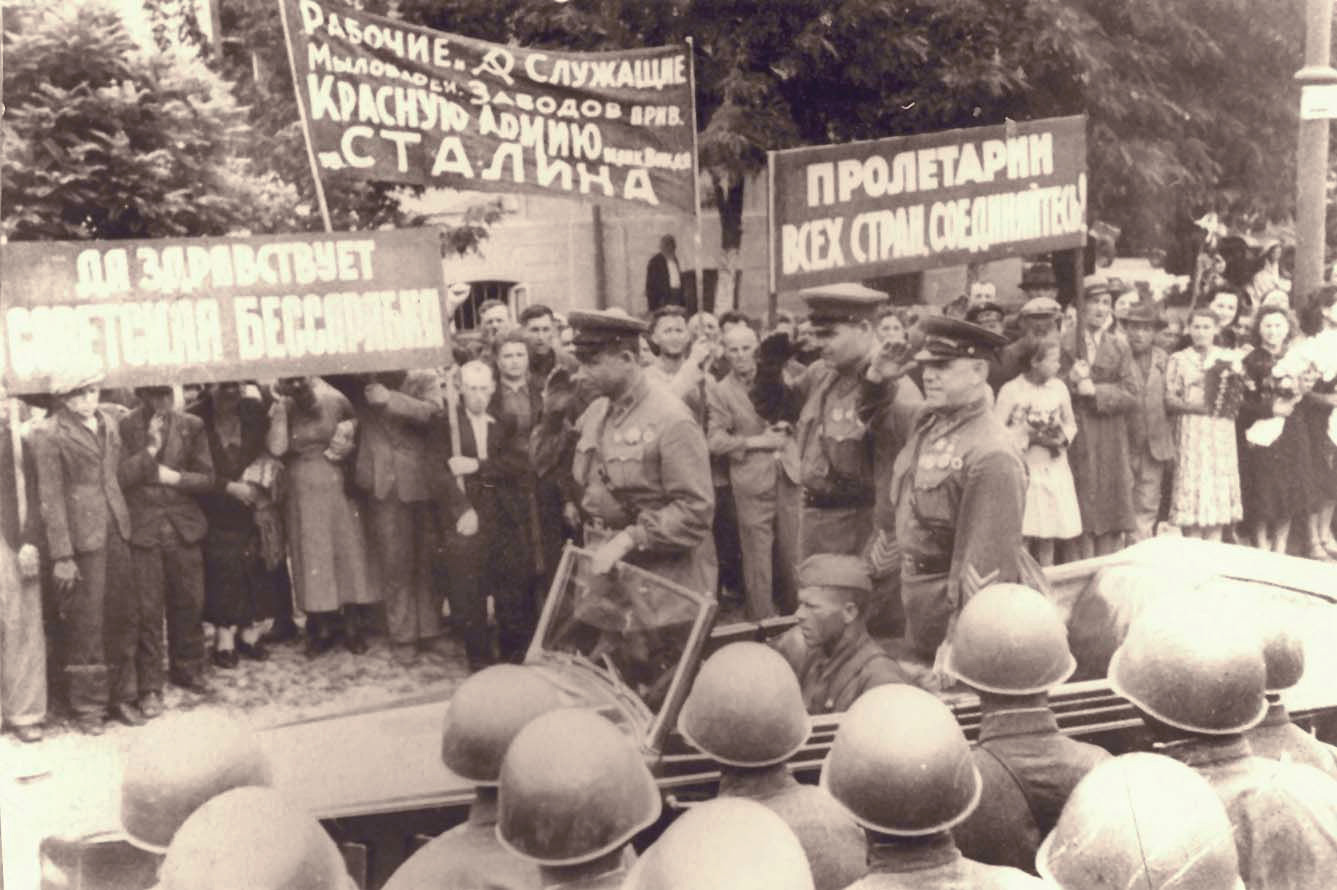
Alfabetul chirilic a fost impus încă de la intrarea trupelor sovietice în 1940.

După ocuparea Basarabiei și Bucovinei, învățământul s-a desfășurat exclusiv în așa-zisa „limbă moldovenească” – limba română scrisă cu alfabetul chirilic. După 1952, s-a permis studierea operelor lui Mihai Eminescu și Ion Creangă, e adevărat, cu eliminarea, în cazul primului, a tuturor scrierilor politice și a unor poezii precum „Doina” sau „Ce-ți doresc eu ție, dulce Românie”.
Istoriografia și propaganda sovietică au prezentat perioada 1918 – 1940 ca una a înrobirii țării de către boierimea și burghezia română, în cârdășie cu exploatatorii și trădătorii moldoveni, iar numele de „român” a devenit unul cu conotații negative. Naționalitatea locuitorilor Basarabiei și a unora dintre cei ai Bucovinei de nord a fost trecută în acte ca „moldovenească”. În Bucovina de nord – regiunea Cernăuți – autoritățile sovietice au permis locuitorilor să se declare „români” în actele de stare civilă. Copiii deportaților din Basarabia și Bucovina de nord, care au rămas în Siberia sau Kazahstan, au studiat exclusiv în limba rusă.
În RSS Moldovenească, autoritățile sovietice au deschis, în special în orașe, numeroase școli cu predare în limba rusă, mai multe chiar decât cele cu predare în limba „moldovenească” și un număr de școli mixte, cu clase cu predare în limbile română și rusă. Autoritățile au încurajat studierea limbii ruse ca pe o condiție necesară a perfecționării profesionale și a promovării în funcții de conducere în economie sau politică.
Treptat în Basarabia s-a format o nouă pătură a intelectualilor, care a înlocuit vechea intelectualitate exterminată sau refugiată. Noua intelectualitate moldovenească era formată din copiii țăranilor și nu s-a bucurat de beneficiile unei legături directe cu intelectualitatea interbelică. Contactul cu literatura clasică română a fost foarte limitată, un mare număr de cărți și autori fiind interziși sau cenzurați, chiar și în cazul celor născuți în Basarabia sau Bucovina, precum Mihai Eminescu, Mihail Kogălniceanu, Bogdan Petriceicu Hasdeu și Constantin Stere. În ciuda politicii oficiale antiromânești, din 1956 s-a permis treptat localnicilor să-și viziteze rudele din România. Deși presa și cărțile tipărite în România nu puteau fi găsite la Chișinău sau Cernăuți, în rețeau librăriilor „Drujba” din restul Uniunii Sovietice puteau fi găsite numeroase titluri ale unor autori români clasici sau moderni. Emisiunile radiofuziunii române puteau fi ascultate în mare parte a Basarabiei și Bucovinei, iar în unele regiuni puteau fi urmărite emisiunile postului 1 al televiziunii române.

### Ziua ocupației sovietice
Ziua de 28 iunie 1940 a fost declarată "Ziua ocupației sovietice" în Republica Moldova, printr-un decret semnat de președintele interimar Mihai Ghimpu. În acest decret, președintele Interimar al Republicii Moldova, Mihai Ghimpu, cere Rusiei să-și retragă armata de pe teritoriul Republicii Moldova aflată în Transnistria. Duma de Stat a Federației Ruse a condamnat acest decret, acuzând că acesta este „un act [...] îndreptat împotriva relațiilor moldo-ruse, o încercare directă de denaturare a istoriei mondiale”.